# Список православных храмов Луганской области

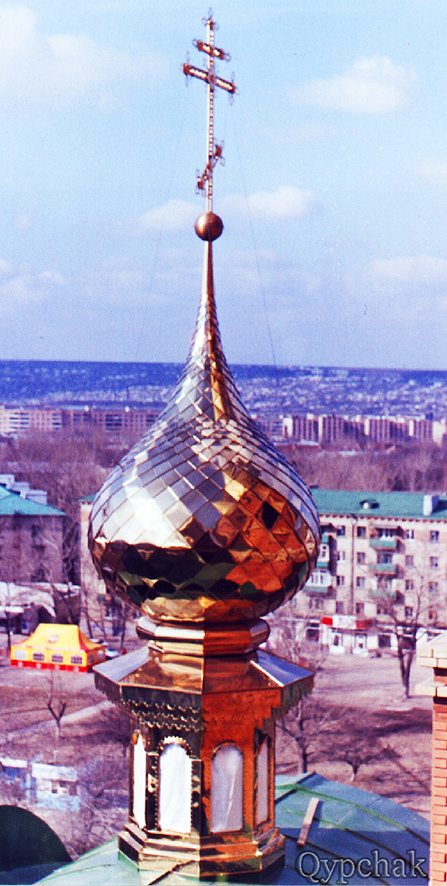
Маковка Владимирского собора

Список православных храмов Луганской области включает в себя храмы, соборы монастыри и часовни, находящиеся в Луганской области.

## Луганск

### Храмы
Раздел включает основные церкви Луганска и его окрестностей: (Александровск, Счастье, Юбилейное). Храмы, построенные в XVIII — XIX веках, за исключением Вознесенской церкви в Александровске, не сохранились. В 1920—1930 годах большевики разрушили Воскресенскую, Георгиевскую, Казанскую, Николаевскую, Преображенскую, Троицкую, Успенскую церковь и Троицкий монастырь. Два церковных сооружения — Петропавловская в Каменнобродском районе и Екатерининская в Счастье — датируются началом XX века. Одна божница — Николо-Преображенский храм в Гусиновке — построена в середине века, остальные появилась в эпоху независимости Украины.
В течение XX века православные общины, часто под давлением коммунистического руководства, меняли свою юрисдикционную принадлежность. В 1917—1940 годах в Луганске распространялась церковная власть РПЦ, УПЦ МП, УСЕЦ и Украинской синодной церкви. После Второй мировой войны приходы подчинялись РПЦ. С 1990-х годов подавляющее большинство религиозных сооружений относится к приходам Луганской епархии УПЦ МП, только четыре находятся в юрисдикции Луганской епархии УПЦ КП.
Центральная и местная власть время от времени, особенно накануне выборов, привлекает средства на строительство некоторых храмов (Владимирский собор, Александровская церковь, храм «Умиления»). На торжественные церемонии освящения приезжали церковные и светские лидеры: Митрополит Киевский и всей Украины Владимир (УПЦ МП) (1993), президент Украины Л.Кучма (1999), патриарх УПЦ КП Филарет (2011—2013), патриарх РПЦ Кирилл (2012).
Кроме храмов в Луганске появились часовни: у УМВД в Луганской области на ул. Луначарского, на территории ЛГУВД, пожарной части № 1, налоговой администрации, в кв. Комарова, на площади Героев Великой Отечественной войны и т. п.
Легенда:
 Церковное сооружение разрушено
 Церковь разрушена, но приход возрождён (УПЦ МП)
 Храм УПЦ МП
 Храм УПЦ КП
| №  | Название объекта и церковная юрисдикция                                                                   | Время основания и местоположение                                                                 | Описание | Изображение              |
| -- | --- | ------------------------------------------------------------------------------------------------ | --- | ------------------------ |
| 1  | Троицкий мужской монастырь (УПЦ МП, ИПЦ)                                                                  | 1912, ул. Садовая (К. Либкнехта) 48°34′52″ с. ш. 39°17′33″ в. д.                                 | На территории монастыря были расположены кельи, кузница, столярка, сапожная, портняжная и свечная мастерская. Обители принадлежало 29 десятин земли. Строительные работы были прерваны Первой мировой войной. Монахи ушли на фронт братьями милосердия. 5 июня 1923 года монастырь закрыли на основании постановления президиума Луганского окружного исполкома от 21 мая 1923 года. Монастырскую церковь предполагалось приспособить под клуб милиции. Игумен обители Рафаил Рудь присоединился к Истинно-православной церкви. |                          |
| 2  | Андреевская церковь (УПЦ МП)                                                                              | 2007, Мирный 48°31′26″ с. ш. 39°15′33″ в. д.                                                     | Приход основан 2007 году на средства местного предпринимателя (который получил церковный сан), возведена каменная постройка |                          |
| 3  | Благовещенская церковь (УПЦ МП)                                                                           | 1996, район автовокзала 48°32′46″ с. ш. 39°20′03″ в. д.                                          | Первая литургия была отправлена 1996 году. |                          |
| 4  | Вознесенский молитвенный дом в Малой Вергунке (УПЦ МП)                                                    | 1913, ул. Южная,10-а (Малая Вергунка) 48°35′11″ с. ш. 39°23′03″ в. д.                            | В 1913 году было начато сооружение каменной церкви, которое было прекращено в связи с резким ростом цен в годы Первой мировой войны. Для молитвенных целей верующие поставили небольшой деревянный дом. 29 декабря 1934 года президиум горсовета принял решение закрыть Вознесенскую церковь и оборудовать её под киноклуб. Приход возобновили в октябре 1942 года. В 1948 году власти изъяли церковное помещение. Община приобрела другое сооружение. 14 сентября 1961 года общину сняли с регистрации. Сооружение молитвенного дома было оборудовано под магазин. В 1997 году верующие возродили приход. |                          |
| 5  | Владимирский храм (кафедральный собор Луганской епархии УПЦ МП)                                           | 1992, площадь Горького 48°33′51″ с. ш. 39°21′03″ в. д.                                           | Первые богослужения отправлялись в оборудованном под молельню строительном вагончике с 1992 года. 9 апреля 1993 года предстоятель УПЦ митрополит Киевский и всей Украины Владимир Сабодан освятил место возведения собора. 12 сентября 2003 года во время празднования 65-летия Луганской области он принял участие в церемонии освящения собора. В административном здании Владимирского собора расположена церковь Св. Великомученицы Екатерины. Престол великомученицы Екатерины освятил архиепископ Иоанникий 7 декабря 1997 года. |                          |
| 6  | Воскресенская церковь (УПЦ МП, УСЕЦ)                                                                      | 1905, городское кладбище сквер Молодой гвардии 48°34′17″ с. ш. 39°18′12″ в. д.                   | Каменная церковь построена в 1905 году на средства купца Ф. Подкопаева. С 1927 года верующие подчинялись Украинской соборно-епископской церкви. Храм выполнял функции кафедрального собора Луганской епархии, в котором служили архиереи архиепископ Августин Вербицкий и митрополит Феофил Булдовский. 4 октября 1935 года Президиум Всеукраинского центрального исполнительного комитета принял решение о закрытии Воскресенской церкви. Здание храма предполагалось приспособить под клуб завода им. Артёма, но впоследствии церковное сооружение было разрушено. В настоящее время на его месте расположена областная телерадиокомпания, а на территории бывшего кладбища — сквер Молодой Гвардии |                          |
| 7  | Церковь Всех Святых (УПЦ МП)                                                                              | 2010, сквер 9 Мая 48°33′33″ с. ш. 39°16′03″ в. д.                                                | В связи с активизацией в пос. Безумном баптистов, епархиальное управление приняло решение возвести в этом районе православный храм, чтобы проводить «антисектанскую» работу. |                          |
| 8  | Георгиевская церковь в Большой Вергунке (УПЦ МП)                                                          | Середина XVII века, Большая Вергунка 48°36′29″ с. ш. 39°22′38″ в. д.                             | В 1773 году церковь сгорела. В 1778 году церковное здание полностью восстановили, а в 1875 году построили новый храм. 28 февраля 1935 года президиум горсовета принял решение церковь закрыть. Храм разрушили в конце 1930-х гг. Приход возродили. |                          |
| 9  | Церковь во имя святых мучеников и исповедников Гурия, Самона и Авива или «Всех скорбящих Радость»(УПЦ МП) | 1995, сквер Дружбы (на территории бывшего Гусиновского кладбища) 48°34′04″ с. ш. 39°19′12″ в. д. | Деревянная церковь была построена на пожертвования прихожан. Первое богослужение состоялось на Пасху 27 апреля 1998 года. |                          |
| 10 | Церковь во имя Великомученика Дмитрия Солунского (УПЦ МП)                                                 | 1994, ул. Павловская, 30 48°32′29″ с. ш. 39°16′15″ в. д.                                         | Место для строительства храма было освящено в октябре 1994 года. Богослужение сначала правились в частном доме. В 1997 году возвели каменный храм. |                          |
| 11 | Церковь во имя Иоанна Златоуста (УПЦ МП)                                                                  | 1995, район Восточного базара 48°34′10″ с. ш. 39°23′20″ в. д.                                    | Каменная церковь построена около Восточного базара Жовтневого района. Первое богослужение было отправлено в июне 1995 года. |                          |
| 12 | Казанская церковь (УПЦ МП, УСЦ, УПЦ МП)                                                                   | 1864, ул. К. Маркса,68 48°34′30″ с. ш. 39°17′44″ в. д.                                           | Каменная церковь с тремя престолами построена в 1864 году на средства прихода. Колокольня построена в 1910 году. В феврале 1926 года верующие перешли под юрисдикцию Украинской синодальной церкви. 4 октября 1935 г. Президиум ВУЦИК закрыл храм. 6 ноября с куполов Казанской церкви были сняты кресты и установлены красные флаги. Церковное здание предполагалось передать Дому обороны, однако в последующие годы собор был снесён. В августе 1942 года управление благочиннического округа Украинской православной церкви возобновило Казанский приход. В начале сентября 1961 г. община была снята с регистрации как «прекратившая свою деятельность», здание было снесено. Приход вновь был зарегистрирован 24 января 1991 года. |                          |
| 13 | Касперовская церковь (УПЦ МП)                                                                             | 2002 г., ул. Тургенева, 45 (пос. Тельмана) 48°30′23″ с. ш. 39°17′53″ в. д.                       | Ведутся строительные работы по возведению храма в честь иконы Божией Матери «Касперовская». Службы проводятся во временно приспособленном молитвенном доме. |                          |
| 14 | Молитвенный дом во имя Ксении Петербургской (УПЦ МП)                                                      | 2000, ул. 30 лет Победы 48°33′17″ с. ш. 39°22′47″ в. д.                                          | Первое богослужение было отправлено в 2001 году. Богослужения проводятся в специально приспособленном для молитвенных целей вагончике. |                          |
| 15 | Церковь во имя Леушинськои иконы Божьей матери (УПЦ МП)                                                   | на «Горе» (ул. Мечникова) 48°31′36″ с. ш. 39°18′35″ в. д.                                        | Храм освящен в честь Леушинськои иконы Божией Матери «Аз есмь с вами и никтоже на вы». Основан в 2006 г. |                          |
| 16 | Храм святого Луки Крымского (УПЦ МП)                                                                      | Острая Могила 48°30′40″ с. ш. 39°22′32″ в. д.                                                    | Храм основан «Братством во имя святых равноапостольных Кирилла и Мефодия» в 2004 г. Освящение храма и престола совершено Иоанникием митрополитом Луганским и Алчевским 20.01.2004 г. При храме совершаются богослужения, церковные и приходские требы в соответствии с Церковным Уставом, возрождаются многовековые традиции при погребении усопших, совершаются панихиды о упокоении и поминовении душ. Престольные праздники: - 11 июня — день памяти свт. Луки, архиепископа Симферопольского; - 24 мая — день памяти святых равноапостольных Кирилла и Мефодия; - 5 августа — день основания Братства во имя св. равноапостольных Кирилла и Мефодия. |                          |
| 17 | Николаевский собор (УПЦ МП, УСЦ)                                                                          | 1841, Соборная (Красная) площадь 48°34′28″ с. ш. 39°18′01″ в. д.                                 | Каменный храм во имя святителя Николая в городе был построен в 1841 году. В приходе было шесть школ: церковно-приходская, мещанская, частная, Пушкинская и две сельские, отдельно для мальчиков и девочек. 9 декабря 1929 года президиум горсовета закрыл храм и постановил приспособить сооружение под Дом красноармейцев и партизан. Собор, в котором после закрытия проводили испытания авиационных двигателей, был разрушен примерно в 1935 г. Сейчас на этом месте расположен Институт культуры и искусств Луганского национального университета, а бывшая Соборная площадь называется Красной. Приход восстановили в период немецкой оккупации, но 10 октября 1949 г. власть снова закрыла собор. |                          |
| 18 | Николо-Преображенский собор в Гусиновке (УПЦ МП)                                                          | 1951, Гусиновка 48°34′30″ с. ш. 39°19′20″ в. д.                                                  | После закрытия Николаевского собора в 1949 году и изъятия церковного здания, верующим позволили построить новый молитвенный дом при условии, что он будет располагаться в частном секторе вдали от оживлённых улиц. Николо-Преображенскую церковь, названную в память о разрушенных Николаевском и Преображенском храмах, построили на улице Интернациональной. Церковное здание освятил епископ Никон 15 февраля 1951 года. В 1989 году было построено здание церкви, а в 1995 году сооружена часовня во имя преподобного Никона, игумена Радонежского, небесного покровителя уважаемого луганчанами архиепископа Ворошиловградского Никона. В приходе действует воскресная школа. |                          |
| 19 | Михайловская церковь (УПЦ КП)                                                                             | 2001, ул. Ленинградская, 2                                                                       | Общество Луганской епархии УПЦ КП зарегистрировали 23 марта 2001 г. |                          |
| 20 | Молитвенный дом во имя Нестора Летописца на Острой Могиле (УПЦ МП)                                        | 2001, Острая Могила 48°31′21″ с. ш. 39°21′33″ в. д.                                              | Общество зарегистрировано 23 марта 2001 года. Первая литургия была отправлена 19 декабря 2001 г. Службы проводят в специально приспособленном для молитвенных целей вагончике. |                          |
| 21 | Церковь во имя Александра Невского (УПЦ МП)                                                               | 2000, ул. Буденного, 119 48°33′44″ с. ш. 39°22′14″ в. д.                                         | Религиозная община зарегистрирована 7 февраля 2000 г. недалеко от Луганскогоуниверситета имени Владимира Даля. Храм построен ю в 2003 году. Настоятель храма архимандрит Макарий (Любавцев). |                          |
| 22 | Алексеевская (тюремная) церковь (УПЦ МП)                                                                  | Начало XIX века, Гусиновка, СИЗО 48°34′26″ с. ш. 39°19′54″ в. д.                                 | Церковь удовлетворяла религиозные потребности заключённых луганской тюрьмы. Она была приписана к Преображенскому приходу и штатных священнослужителей не имела. Церковь была отменена в советские времена. В начале XXI века в СИЗО для заключенных открыли молитвенную комнату. |                          |
| 23 | Церковь во имя великомученика и целителя Пантелеймона (УПЦ МП)                                            | 1996, ул. Краснодонская, 8 48°32′34″ с. ш. 39°20′26″ в. д.                                       | Религиозная община основана 23 октября 1996 года. Каменный храм построен в Областном онкологическом диспансере по инициативе главного врача, общественного деятеля Юрия Ененко. В приход входят молитвенные комнаты и дома: в честь Агапита Печерского при областной клинической больнице (ул. 50 лет Обороны Луганска, 14), Киприана и Юстины при психоневрологическом диспансере (ул. 50 лет Обороны Луганска, 22), Игнатия Брянчанинова в больнице ветеранов ВОВ, Всех скорбящих радость в доме престарелых. |                          |
| 24 | Петропавловский собор в Каменном Броде (УПЦ МП, УСЕЦ, УСЦ)                                                | XVIII век, Каменнобродский район 48°35′26″ с. ш. 39°17′57″ в. д.                                 | Приход основан в середине XVIII века. Деревянная церковь построена по благословению епископа Белгородского и Обоянского Иоасафа Миткевича в 1761 году. В 1795 году на месте старого был возведён новый храм. В 1905 году на средства прихожан был построен каменный храм с тремя престолами в честь апостолов Петра и Павла, Покрова Богородицы и Сретения Господня. 16 сентября 1926 г. приход перешёл в юрисдикцию Украинской соборно-епископской церкви, а затем в Украинскую синодную церковь. 13 декабря 1929 г. Президиум ВУЦИК закрыл храм. Здание приспособили под киноклуб «Безбожник», в котором в 1935 году снесли колокольню. В августе 1942 года приход возродился. 6 марта 1950 г. епископ Никон по требованию власти распорядился перенести кафедру из Николаевского собора в Петропавловский храм.                                                    |                          |
| 25 | Покровская церковь (УПЦ МП)                                                                               | кв. Степной ул. 2-я Кожевенная,89 48°31′09″ с. ш. 39°16′25″ в. д.                                | Была расположена в помещении детской больницы на улице Победоносная. Впоследствии религиозную общину оттуда выселили. Каменный храм верующие возвели на пустыре за кварталом Степной. |                          |
| 26 | Преображенская церковь (УПЦ МП, УСЕЦ)                                                                     | 1897, Гусиновка 48°34′34″ с. ш. 39°19′03″ в. д.                                                  | Каменный храм с тремя престолами был построен в 1897 году на средства прихожан. В феврале 1926 г. приход перешёл в юрисдикцию Украинской соборно-епископской церкви. 9 декабря 1929 г. президиум горсовета принял решение закрыть церковь и оборудовать её под кинотеатр. Храм взорвали в 1933 году. Через место, на котором стояла церковь, в 1934 году пролегла первая в городе трамвайная линия. В память о разрушенной церкви была названа построенная в 1950 году на ул. Интернациональной Николо-Преображенская церковь |                          |
| 27 | Церковь во имя Сергия Радонежского (УПЦ МП)                                                               | 1997 год, ул. 2-я Краснознаменная 49-а 48°31′56″ с. ш. 39°16′34″ в. д.                           | Православная община была зарегистрирована 9 октября 1997 г. Богослужения проводились в специально приспособленном для молитвенных целей вагончике. В декабре 2001 г. это помещение было сожжено, после чего было возведено каменное здание. |                          |
| 28 | Церковь во имя Серафима Саровского (УПЦ МП)                                                               | 1999 год, район музыкально-драматического театра 48°33′19″ с. ш. 39°19′06″ в. д.                 | Храм расположен в драматическом театре (бывшим дворце строителей). Религиозная община зарегистрирована 5 мая 1999 г. Первая литургия состоялась 7 апреля 2000 г. в малом храме священномученика Киприана и мученицы Юстины. Церковь в честь Серафима Саровского построили в июле 2005 года, она была освящена 1 августа 2005 г. в день празднования святого Серафима Саровского. |                          |
| 29 | Церковь во имя святой Татианы (УПЦ МП)                                                                    | ул. Лутугинская,119 48°33′46″ с. ш. 39°19′04″ в. д.                                              | Храм возведён на территории ЛНУ на пожертвования православных христиан. |                          |
| 30 | Троицкий храм (кафедральный собор Луганской епархии УПЦ КП)                                               | 2011 год, ул. Короленко, 92 48°32′45″ с. ш. 39°15′58″ в. д.                                      | Некоторое время местные власти отказывали предоставлять землю под застройку собора. Поэтому Патриарх Филарет, как частное лицо, купил два участка, на которых в 2011—2013 гг. построили епархиальное управление и Троицкий собор Луганской епархии УПЦ. Освящение главного собора епархии было совершено патриархом Филаретом 20 июля 2013 г. |                          |
| 31 | Троицкая церковь (РПЦ, УСЕЦ)                                                                              | 1918, Каменный Брод 48°35′16″ с. ш. 39°19′11″ в. д.                                              | Молельня строилась на Троицкой площади (теперь Ленина). С конца 1920-х гг. приход находился в юрисдикции Украинская соборно-епископской церкви. 29 декабря 1934 г. президиум горсовета передал церковное здание школе № 16 для организации общерайонной показательной мастерской политехнизации юношества. Но это решение не было выполнено. Ко дню разрушения в церковном помещении находился зерносклад. 20 августа 1935 г. ВУЦИК утвердил решение местных органов власти о закрытии Троицкой церкви. Через некоторое время храм был снесён. В 1998 г. предпринималась попытка возродить Троицкий приход. |                          |
| 32 | Церковь в честь иконы Божией Матери «Умиление» (УПЦ МП)                                                   | 2000, ул. Советская 48°34′04″ с. ш. 39°18′39″ в. д.                                              | Молельня с памятным знаком Божьей Матери расположена на территории областной детской клинической больницы. Православная община получила статус юридического лица 4 июля 2000 г. В 2011 г. фундамент освятил патриарх Московский Кирилл. Храм возвели в 2012—2013 гг |                          |
| 33 | Молитвенный дом во имя Усекновения Главы Иоанна (УПЦ МП)                                                  | 1942, ул. Петровского, 22 48°32′57″ с. ш. 39°17′22″ в. д.                                        | Приход основали во время Второй мировой войны на ул. Петровского, 22. В январе 1960 г. местные органы власти поднимали вопрос о ликвидации молитвенного дома. Однако вместо него была закрыта Казанская церковь. Приход охватывает район Третьего километра. |                          |
| 34 | Успенская церковь (РПЦ)                                                                                   | Первая половина XIX века, (Успенский площадь) 48°34′37″ с. ш. 39°18′00″ в. д.                    | Самый старый храм в Луганске. В нём удовлетворяли свои духовные потребности рабочие литейного завода. В 1830 г. деревянная молельня сгорела. В течение 1840—1854 гг. вместо неё построили каменный храм. Площадь на углу ул. Почтовой и 10-й линии, где стояла церковь, стала называться Успенской. Со второй половины XIX в. церковь не имела штатных священнослужителей и была приписана к Николаевскому собору. Строительство нового здания храма, начатое в 1910-е гг, запретили в годы антирелигиозных гонений. |                          |
| 35 | Крестовоздвиженская церковь (УПЦ КП)                                                                      | 2000, ул. Урицкого, 80-г 48°32′59″ с. ш. 39°17′46″ в. д.                                         | Одна из общин Луганской епархии УПЦ КП. На территории прихода делались попытки основать Крестовоздвиженский монастырь. |                          |
| 36 | Свято — Вознесенский собор (УПЦ МП, УСЕЦ, УПЦ МП)                                                         | 1791, Александровск 48°35′08″ с. ш. 39°11′06″ в. д.                                              | Приход был основан в 1791 году, каменная церковь построена в 1849 г. на средства помещика М. Сомова. В 1927 г. община подчинилась Украинской соборно-епископской церкви. В 1937—1940 годах Вознесенская церковь осталась в области единственным действующим храмом. В 1955 г. храм включили в список сакральных сооружений области, которые власти разрешили посещать иностранным делегациям. |                          |
| 37 | Церковь святой Екатерины (УПЦ МП, УСЦ, УПЦ МП)                                                            | Начало XX века, Счастье 48°43′56″ с. ш. 39°14′21″ в. д.                                          | Бывшая церковь Рождества Богородицы. В 1924 году общину зарегистрировали как обновленческую. Приход был отменен в 1931 г. В мае 1935 г. церковь закрыли. Религиозная община возродилась 15 октября 1991 г. Церковь освятили во имя святой Екатерины, поскольку на тот момент прихожане не нашли никаких исторических сведений о названии своего храма На территории храма в 2005 г. построена часовня в честь Рождества Пресвятой Богородицы |                          |
| 38 | Молитвенный дом во имя Константина и Елены (УПЦ МП)                                                       | 1996, Юбилейное 48°33′45″ с. ш. 39°11′37″ в. д.                                                  | Богослужение служатся в специально приспособленном для молитвенных целей помещении, которое было освящено в октябре 1996 года. |                          |
| 39 | Серафима Саровского (УПЦ МП)                                                                              | Строится,48°33′51″ с. ш. 39°13′02″ в. д.                                                         | Богослужения проходят в полуподвальном помещении строящегося храма |                          |
| 40 | Апостола Андрея Первозванного (УПЦ МП)                                                                    | 2007 г. кв. Мирный48°31′09″ с. ш. 39°16′25″ в. д.                                                | |                          |
| 41 | Свято-Пантелеимоновский (УПЦ МП)                                                                          | 2002 г. ул. 1 Мая, 248°33′26″ с. ш. 39°16′58″ в. д.                                              | |                          |
| 42 | Всех Святых (УПЦ МП)                                                                                      | Строящийся, ул. Днепровская, 45-а48°32′49″ с. ш. 39°20′10″ в. д.                                 | |                          |
| 43 | Св. мученицы Татианы (УПЦ МП)                                                                             | 2008 г. ул. Оборонная, 2 (при университете им. Т. Шевченка)48°33′48″ с. ш. 39°19′07″ в. д.       | |                          |
| 44 | Сергия Радонежского (УПЦ МП)                                                                              | 1997 год ул. Сеченова, 10-а48°35′39″ с. ш. 39°20′23″ в. д.                                       | |                          |
| 45 | Свято-Введенский (УПЦ МП)                                                                                 | 1870 г. 94471, с. Красное, Краснодонский р-н 48°22′44″ с. ш. 39°30′10″ в. д.                     | Свято-Введенский храм построен в 1870 году. Определением Священного Синода Русской Православной церкви, по ходатайству жителей сёл Церковное (ныне Красное), Анновка (Новоанновка), Андреевка, Самсоновка, Черкасский Брод, Поповка и на их пожертвования, в селе Церковном возведён храм в честь Введения во храм Пресвятой Богородицы. Построен он из красного кирпича в виде креста, архитектор неизвестен. Внутри Свято-Веденской церкви реставрация окончена. Неф расписан фресками. К строящейся церкви Иоанна Спасителя ведёт длинная (333 ступени) каменная лестница. Над всем этим возвышается самый большой крест в Луганской области достигающий восьми метров. На протяжении всей лестницы выстроены 5 часовен по подобию «страстной недели». На площадке под крестом — огромная икона в 5 метров, на которой снятый с Креста Иисус в окружении апостолов | Фото храма Фото лестница |
| 46 | Свято-Трифоновский (УПЦ МП)                                                                               | 1997 г. 91054, с. Веселенькое, ул. Балаклавская, 19                                              | |                          |

### Часовни

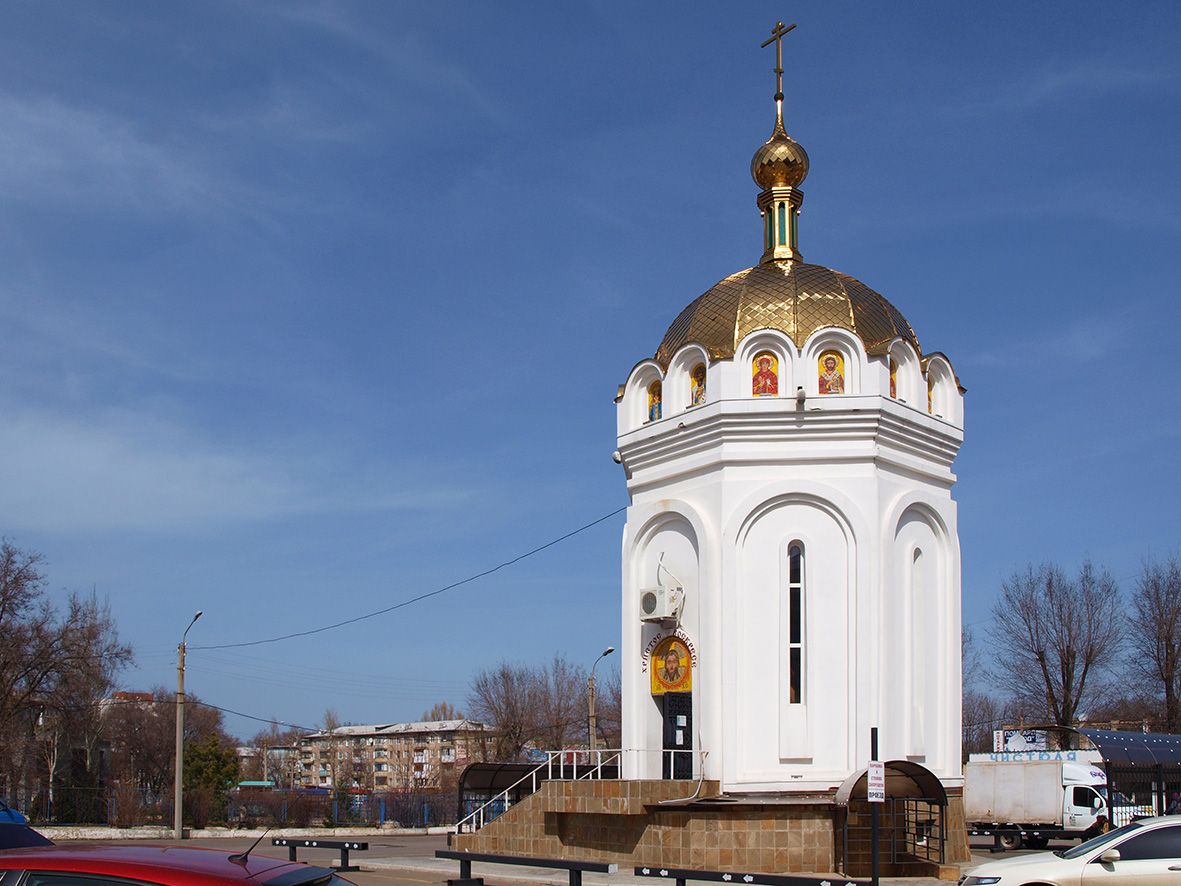
Часовня в квартале Комарова.
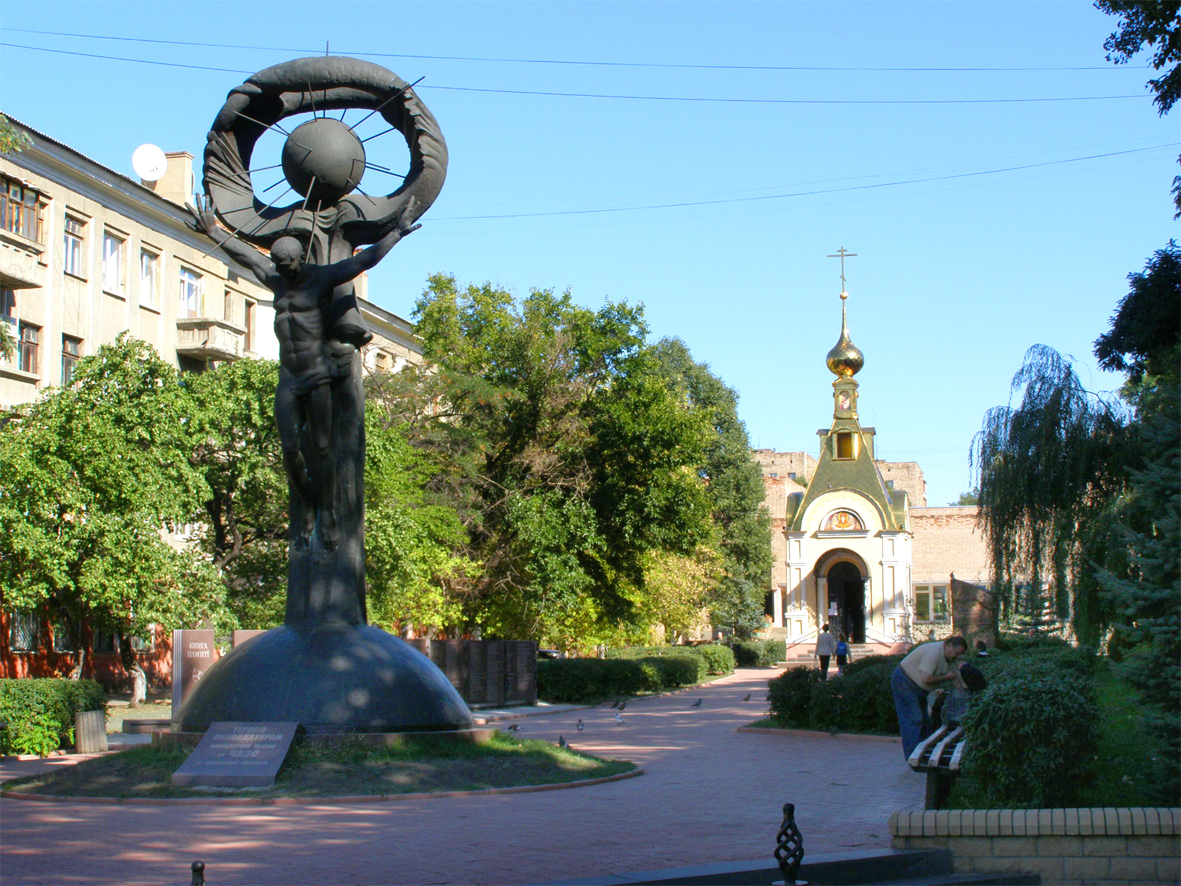
Георгиевская часовня и памятник чернобыльцам.
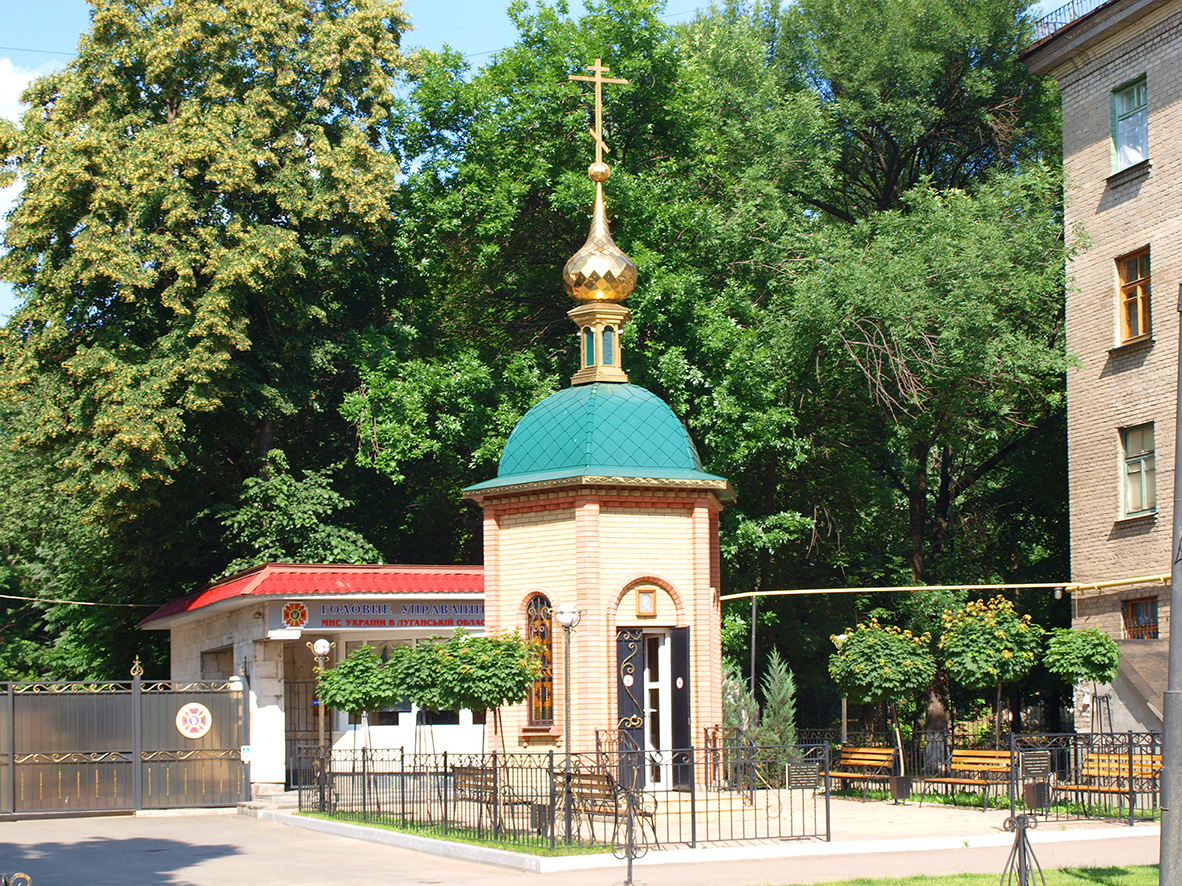
Часовня «Неопалимая Купина» на территории пожарной части на ул. Челюскинцев.
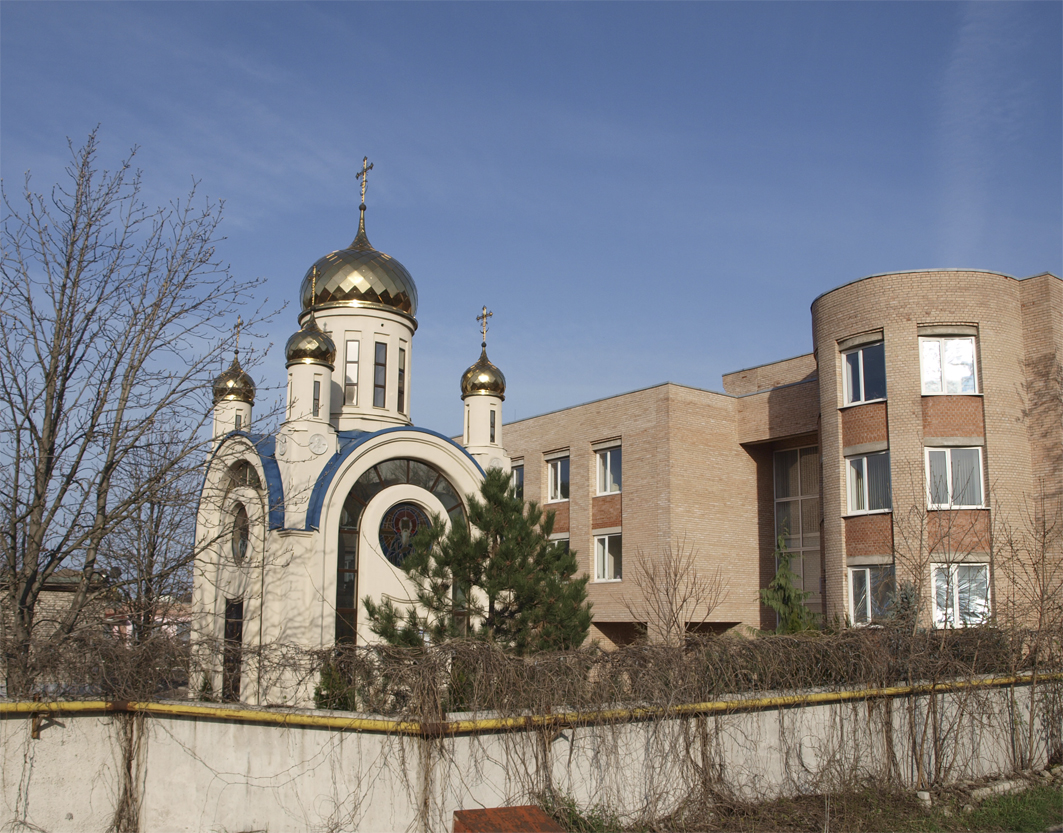
Николаевская часовня на территории налоговой администрации.
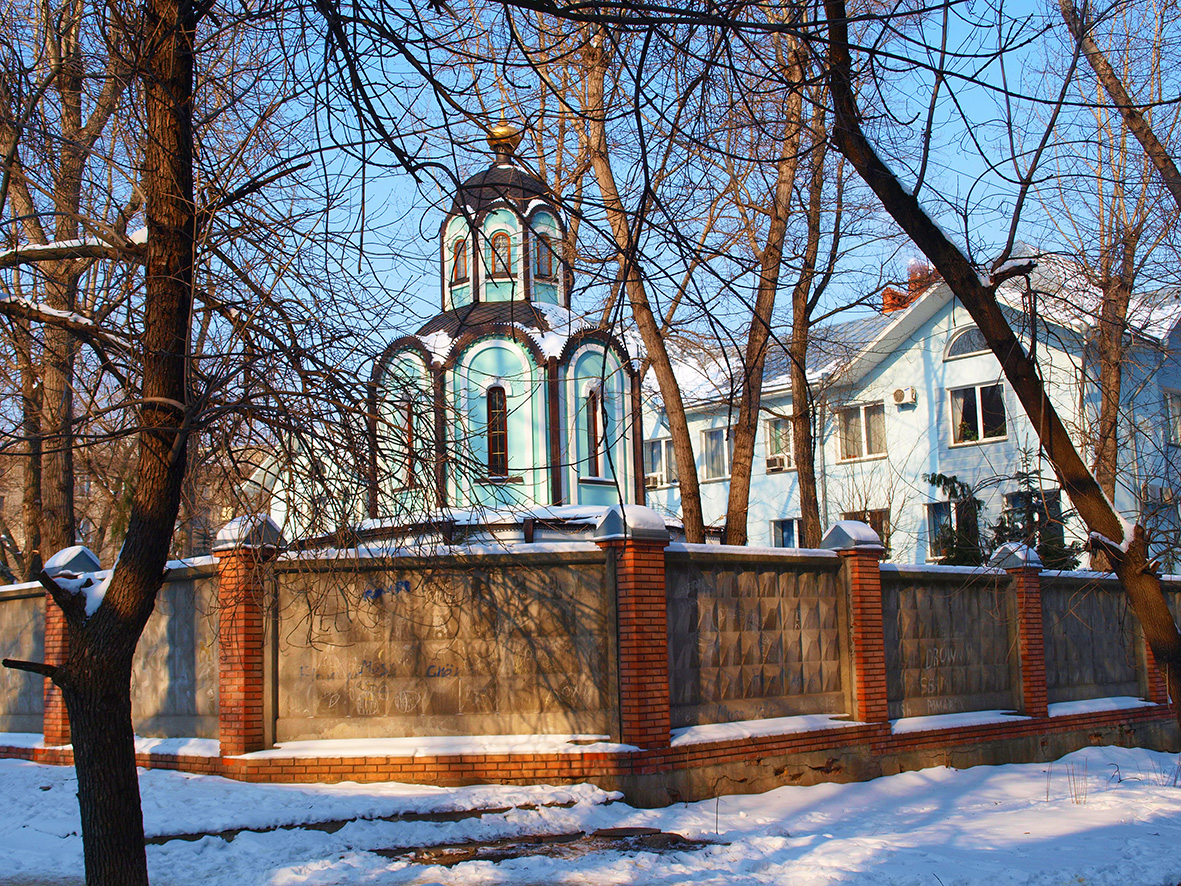
Ольгинская часовня на пл. Героев ВОВ.
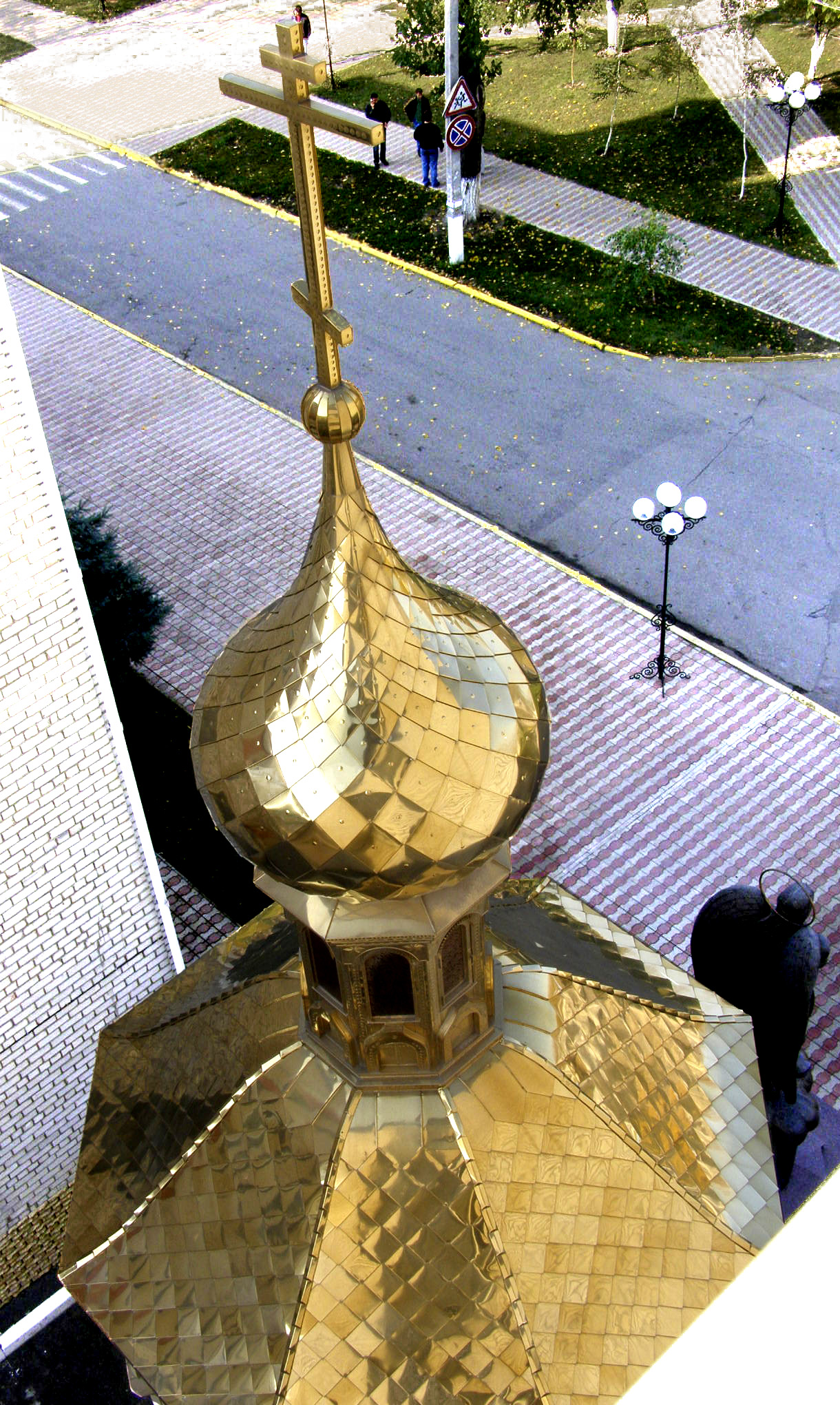
Храм-часовня Архистратига Михаила на территории ЛГУВД.
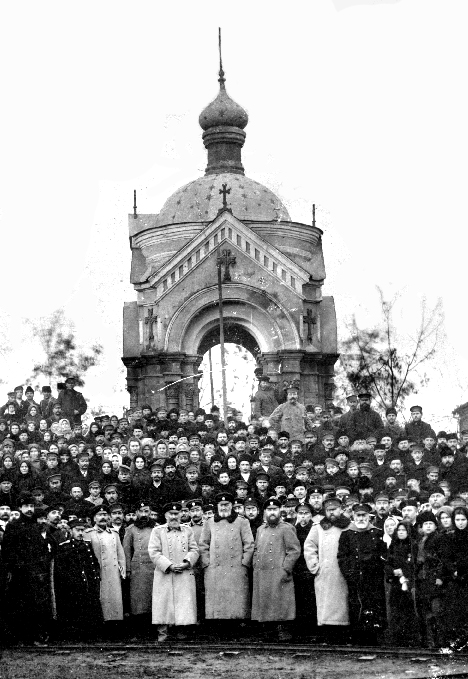
Часовня на территории Луганского патронного завода.

## Храмы Луганской области

### Монастыри[28]
| № | Название объекта                                                            | Время основания и расположение | Описание и информация | Изображение |
| - | --------------------------------------------------------------------------- | --- | --- | ----------- |
| 1 | Святого Апостола Андрея Первозванного, мужской монастырь и храм ((УПЦ МП)   | Храм 1893 г. Мужской монастырь в 1998 г. 92030, с. Первозвановка Лутугинского района, Ровеньковская епархия 48°20′22″ с. ш. 39°25′11″ в. д. | Храм был упразднён в 1933 году, восстановлен в 1942, снова упразднён в 1950 и восстановлен в 1990 году. Сайт |             |
| 2 | Свято-Иоанно-Предтеченский мужской монастырь, Петропавловский храм (УПЦ МП) | Храм 1930 г. Монастырь 2007 г. 93620, с. Чугинка, ул. Ленина, 11-б 48°55′22″ с. ш. 39°40′21″ в. д.                                          | 31 мая 2007 г. Священный Синод УПЦ благословил преобразование прихода местного храма свв. апп. Петра и Павла (открытого в 1994 г.) в монастырь, который разместился в зданиях упразднённого детсада. В обители были построены храм-часовня прп. Серафима Саровского, колокольня с надвратным храмом Иверской иконы Божией Матери, ведется строительство главного храма св. прор. Иоанна Предтечи. Храм разрушали и восстанавливали несколько раз: он был упразднён и разрушен в 1930 г., восстановлен в 1942 г., упразднён в 1967 г., восстановлен в 1995 г. Сайт | Фото        |
| 3 | Свято-Рождество-Богородичный женский монастырь и храм (УПЦ МП)              | Храм 1881 г. Монастырь 2009 г. 93631, с. Красный Деркул Станично-Луганского р-на 48°51′09″ с. ш. 39°49′02″ в. д.                            | Храм мало пострадал в годы Великой Отечественной войны, снаряд, попавший в него в январе 1943 г. не взорвался; несколько раз храм пытались переделать под клуб, но эти попытки были безрезультатны. С 15 января 1948 по 5 ноября 1982 г. настоятелем храма был архимандрит Феофан (Фёдор Петрович Обмок), который многое сделал для прихода, и в годы гонений на церковь принимал всех верующих из окрестных деревень и губерний, в которых приходы были распущены, а церкви разрушены.                                                                           | Фото        |
| 4 | Свято-вознесенский монастырь и храм (УПЦ МП)                                | Храм 1910 г. Монастырь 2013 г. с. Хорошее, ул. Кирова, 22 48°37′36″ с. ш. 38°50′16″ в. д.                                                   | Храм упразднён в 1930 году, восстановлен в 1942 г., упразднён в 1967 г., вновь восстановлен в 1991 году; памятник архитектуры | Фото        |

### Александровский благочиннический округ ([30])[30]
| №  | Название объекта                        | Время основания и расположение                                                             | Описание и информация | Изображение |
| -- | --------------------------------------- | ------------------------------------------------------------------------------------------ | --- | ----------- |
| 5  | Свято-Троицкий собор                    | 1863 г. 93741, г. Зимогорье, ул. Ленина, 165 48°35′25″ с. ш. 38°55′59″ в. д.               | Упразднён в 1930 г., восстановлен в 1942 г., статус юридического лица получен в 1991 г., памятник архитектуры | Фото        |
| 6  | Архидиакона Стефана                     | 1754 г. 1782 г. 93710, пгт. Славяносербск, ул. Ленина,45-а 48°41′34″ с. ш. 38°59′11″ в. д. | 26 апреля 1782 года бахмутский протоиерей Пётр Расевский освятил в Подгорном (ныне Славяносербск) место под церковь. Памятник архитектуры, не упразднялся и не разрушался | Фото        |
| 7  | Свято-Покровский                        | Примерно XVIII век 93710, с. Трёхизбенка, ул. Артёма, 28-а 48°45′23″ с. ш. 38°57′47″ в. д. | В первой половине XVIII века была построена деревянная церковь для богослужений, в 1765 году была перенесена на более возвышенное место под гору, но со временем церковь обветшала и в 1895 году началось строительство кирпичного храма. Освящение Свято-Покровского храма состоялось 15 октября 1907 года при священнике отце Никифоре Оршевском. Упразднён в 1930 г., восстановлен в 1942 г., статус юридического лица получен в 1991 г., памятник архитектуры | Фото        |
| 8  | Свято-Благовещенский                    | 1777 г. 93710, с. Веселая Гора, пл. Победы, 3 48°42′49″ с. ш. 39°15′13″ в. д.              | В 1777 году в селе Весёлая Гора помещиком К. Н. Юзбашем был построен деревянный храм. В 1839 году помещица Е.Нилус разобрала храм и передала его в другое село, а на этом месте построила кирпичный храм Упразднён в 1934 г., статус юридического лица получен в 1991 г., памятник архитектуры |             |
| 9  | Свято-Архистратиго- Михайловский        | 1920 г. 93713, с. Крымское 48°45′02″ с. ш. 38°48′41″ в. д.                                 | Упразднён в 1934 г., восстановлен в 1993 г. |             |
| 10 | Свв. Антония и Феодосия Киево-Печерских | 1999 г. 48°37′23″ с. ш. 39°16′50″ в. д.                                                    | Адрес: 93733, п. Металлист Славяносербского р-на Луганской обл, ул. Совхозная, 18 |             |
| 11 | Сщмч. Владимира, митрополита Киевского  | 1995 г. 48°33′25″ с. ш. 39°01′20″ в. д.                                                    | Адрес: 93743, п. Родаково Славяносербского р-на Луганской обл, ул. Ленина, 21-б |             |
| 12 | Иверской иконы Божией Матери            | 2001 г.48°38′43″ с. ш. 39°01′55″ в. д.                                                     | Адрес: 93707, с. Долгое Славяносербского р-на Луганской обл |             |
| 13 | Свято-Преображенский                    | 1999 г.48°33′44″ с. ш. 38°52′42″ в. д.                                                     | Адрес: 93745, п. Лозовский Славяносербского р-на Луганской обл, ул. Победы, 2 |             |
| 14 | Андрея Первозванного                    | 1997 г.48°40′08″ с. ш. 38°45′16″ в. д.                                                     | Адрес: 93720, п. Фрунзе, Славяносербского р-на Луганской обл, ул. Интернациональная, 133-а | Фото        |
| 15 | Свято-Успенский                         | 1791 г.48°38′53″ с. ш. 39°06′30″ в. д.                                                     | разрушен в 1935 г., статус юридического лица получен 2006 г. Адрес: 93734, с. Жёлтое Славяносербского р-на Луганской обл |             |
| 16 | Свято-Преображенский                    | 1991 г.48°16′21″ с. ш. 38°36′42″ в. д.                                                     | Адрес: 94344, ст. Фащевка Перевальского р-на Луганской обл | Фото        |
| 17 | Свято-Пантелеимоновский                 | 2000 г.48°35′37″ с. ш. 38°45′01″ в. д.                                                     | Адрес: 93892, п. Червоногвардейское г. Кировска |             |
| 18 | Свято-Георгиевский                      | 2003 г. 48°07′59″ с. ш. 38°57′38″ в. д.                                                    | Адрес: г. Красный Луч, ул. Кислородная, 2 (на территории завода) |             |

### Алчевский благочиннический округ([31])[31]
| №  | Название объекта                        | Время основания и расположение                                                           | Описание и информация | Изображение |
| -- | --------------------------------------- | ---------------------------------------------------------------------------------------- | --- | ----------- |
| 19 | Свято-Николаевский кафедральный собор   | 1795 г. 94200, г. Алчевск, Церковная пл., 1 48°28′43″ с. ш. 38°47′54″ в. д.              | Упразднён в 1930 г., восстановлен в 1942 г.. В соборе находится 13 святынь, в том числе частица мощей свт. Николая Чудотворца и Частица Животворящего Креста Господня; для желающих открыта воскресная школа. Есть свой хор, который насчитывает до 20 человек. На территории собора также находится Храм Всех святых. Сайт | Фото        |
| 20 | Свято-Георгиевский                      | 2001 г. 94213, г. Алчевск Луганской обл, ул. Попова, 106 48°28′11″ с. ш. 38°49′17″ в. д. | С самого начала этот храм мыслился как Храм-памятник двухтысячелетию Рождества Христова и 55-летию Победы в Великой Отечественной войне. При Храме действует Воскресная школа для детей прихожан. |             |
| 21 | Свято-Покровский                        | 1996 г. 48°27′32″ с. ш. 38°49′56″ в. д.                                                  | Адрес: 94220, г. Алчевск Луганской обл, ул. Волгоградская |             |
| 22 | Серафима Саровского                     | 2006 г. 48°30′20″ с. ш. 38°45′28″ в. д.                                                  | Адрес: г. Алчевск Луганской обл, Административный р-н ул. Пионерская |             |
| 23 | Свято-Николаевский храм-часовня         | 2004 г. 48°29′55″ с. ш. 38°50′05″ в. д.                                                  | Адрес: Алчевск Луганской обл, при исправительной колонии № 13 |             |
| 24 | Часовня иконы Божией Матери «Всецарица» |                                                                                          | Адрес: г. Алчевск Луганской обл, ул. Гагарина (при городском онкодиспансере) |             |
| 25 | Свято-Воскресенская часовня             | 48°26′58″ с. ш. 38°45′13″ в. д.                                                          | Адрес: г. Алчевск Луганской обл, (при городском кладбище) |             |
| 26 | Свято-Георгиевский                      | 1995 г. 48°32′13″ с. ш. 38°48′13″ в. д.                                                  | Адрес: 94310, п. Петровка Перевальского р-на Луганской обл |             |
| 27 | Чудо-Архистратиго-Михайловский          | 1787 г. 48°29′49″ с. ш. 38°54′13″ в. д.                                                  | В 1785 году Миоковичи и Сабов решились общими силами построить у себя церковь во имя Архистратига Михаила, 12 июня 1786 года была выдана «благословительная храмозданная грамота» на закладку и сооружение церкви. В 1787 г. была освящена церковь во имя Святого Михаила Архистратига. С июня 1788 года слобода Громовка в бумагах уже начинает называться Михайловкой. В 1824 году произошла перестройка деревянной церкви на каменную. В иконостасе имеется единственная икона Божией Матери, сохранившаяся с дореволюционных времён Упразднён в 1930 г., восстановлен в 1942 г., статус юридического лица получен в 1991 г., памятник архитектуры Адрес: 94311, п. Михайловка Перевальского р-на Луганской обл | Фото        |
| 28 | Всех Святых                             | 1991 г.                                                                                  | Адрес: 94313, г. Артёмовск Перевальского р-на Луганской обл |             |
| 29 | Свято-Александро-Невский                | 1913 г. 48°23′34″ с. ш. 38°47′38″ в. д.                                                  | Упразднён в 1923 г., восстановлен в 1991 г., памятник архитектуры Адрес: 94331, пос. Селезневка Перевальского р-на Луганской обл |             |
| 30 | Свято-Алексеевский                      | 48°25′36″ с. ш. 38°52′19″ в. д.                                                          | Упразднён в 1934 г., восстановлен в 1991 г. Адрес: с. Бугаевка Перевальского р-на Луганской обл, ул. Островского 2а | Фото        |
| 31 | Свято-Преображенский                    | 1995 г. 48°26′13″ с. ш. 38°48′47″ в. д.                                                  | Адрес: 94200, г. Перевальск Перевальского р-на Луганской обл, ул. Мира |             |
| 32 | Архистратиго-Михайловский               | 1808 г. 94321, с. Оленовка                                                               | Помещик Раевский в 1800 году приступил к постройке церкви, в конце 1808 года стройка была окончена и церковь освящена Упразднён в 1930 г., восстановлен в 1991 г., памятник архитектуры |             |
| 33 | Свято-Николаевский                      | 48°21′31″ с. ш. 38°43′25″ в. д.                                                          | Упразднён в 1930 г., восстановлен в 1994 г. Адрес: 94333, п. Адрианополь Перевальского р-на Луганской обл | Фото        |
| 34 | Свято-Успенский                         | 1903 г. 48°23′08″ с. ш. 38°38′36″ в. д.                                                  | Упразднён в 1930 г., восстановлен в 1942 г., статус юридического лица получен в 1991 г. Адрес: 94332, с. Малоивановка Первальского р-на Луганской обл | Фото        |
| 35 | Свято-Христо-Рождественский             | 1998 г. 48°23′32″ с. ш. 38°32′08″ в. д.                                                  | Адрес: 94325, с. Комиссаровка Перевальского р-на, ул. Садовая, 1-б |             |
| 36 | Свято-Николаевский                      | 1785 г. 48°19′32″ с. ш. 38°31′11″ в. д.                                                  | Упразднён в 1930 г., восстановлен в 1942 г., статус юридического лица получен в 1991 г. Адрес: 94340, с. Чернухино Перевальского р-на Луганской обл, пер. Папанина, 1 | Фото        |
| 37 | Свято-Казанский                         | 1997 г. 48°24′45″ с. ш. 38°38′06″ в. д.                                                  | Адрес: 94323, г. Зоринск Перевальского р-на Луганской обл, ул. Стадионная | Фото        |
| 38 | Антония и Феодосия Киево-Печерских      | 2008 г. 48°23′51″ с. ш. 38°44′37″ в. д.                                                  | Адрес: 94330, пгт. Ящиково Перевальского р-на Луганской обл, ул. Кирова | Фото        |
| 39 | Прмц. кн. Елисаветы                     | временное помещение 48°07′25″ с. ш. 39°40′49″ в. д.                                      | пос. Комсомольский г. Артёмовск |             |

### Антрацитовский благочиннический округ([37])[37]
| №  | Название объекта                                    | Время основания и расположение                                              | Описание и информация | Изображение |
| -- | --------------------------------------------------- | --------------------------------------------------------------------------- | --- | ----------- |
| 40 | Свято-Покровский                                    | 1942 г.                                                                     | Адрес: 94610, г. Антрацит ул. Буденного, 8 |             |
| 41 | Храм в честь иконы Божией Матери «Скоропослушница»  | 2002 г.                                                                     | Адрес: 94636, п. Дубовский-1,г. Антрацита, пер. Шахтёрский, 17 |             |
| 42 | Рождества Христова                                  | 2007 г.                                                                     | Строящийся |             |
| 43 | Свято-Александро- Невский храм                      | 1851 г. 48°07′23″ с. ш. 39°00′51″ в. д.                                     | Адрес: 94625, п. Боково-Платово г. Антрацита | Фото        |
| 44 | Свято-Преображенский храм                           | 48°02′51″ с. ш. 39°01′41″ в. д.                                             | Упразднён в 1920 г., восстановлен в 1991 г. Адрес: 94684, п. Есауловка |             |
| 45 | Свято-Петро- Павловский храм                        | 1888 г. 47°57′13″ с. ш. 39°08′16″ в. д.                                     | Упразднён в 1930 г., восстановлен в 1944 г., статус юридического лица получен в 1991 г. Адрес: 94690, с. Дьяково | Фото        |
| 46 | Свято-Троицкий храм                                 | 48°13′51″ с. ш. 38°57′11″ в. д.                                             | Упразднён в 1930 г., восстановлен в 1942 г., разрушен в 1982 г., статус юридического лица получен в 1991 г. Адрес: 94643, п. Ивановка, ул. Советская 11 |             |
| 47 | Свято-Георгиевский храм                             |                                                                             | Упразднён в 1930 г., восстановлен в 1942 г., статус юридического лица получен в 1991 г. Адрес: 94623, п. Каменный |             |
| 48 | Свято-Троицкий храм                                 | 1865 г.48°16′21″ с. ш. 38°36′42″ в. д.                                      | Упразднён в 1930 г., восстановлен в 1942 г., статус юридического лица получен в 1991 г. Адрес: 9465, п. Фащевка | Фото        |
| 49 | Свято-Серафимовский храм                            | 2001 г.                                                                     | Адрес: 94550, с. Запорожье |             |
| 50 | Свято-Николаевский храм                             | 1994 г.                                                                     | Адрес: 94641, с. Малониколаевка |             |
| 51 | Храм в честь иконы Божией Матери «Всецарица»        | 48°04′46″ с. ш. 39°03′47″ в. д.                                             | Адрес: 94632, пос. Крепенский | Фото        |
| 52 | Храм в честь Рождества Пресвятой Богородицы         | 1929 г. 48°07′52″ с. ш. 38°55′48″ в. д.                                     | Упразднён в 1930 г., восстановлен в 1942 г., статус юридического лица получен в 1991 г. Адрес: 94500, г. Красный Луч, ул. Петровского, 15 | Фото        |
| 53 | Свято-Ольгинский храм                               | 48°07′54″ с. ш. 38°53′41″ в. д.                                             | Адрес: 94500, г. Красный Луч, ул. Энтузиастов |             |
| 54 | Свято-Благовещенский храм                           | 1998 г.48°09′34″ с. ш. 38°55′53″ в. д.                                      | Адрес: 94500, г. Красный Луч 3-й микрорайон шахта «Известия» |             |
| 55 | Свято-Преображенский храм                           | 1999 г.48°08′50″ с. ш. 38°55′19″ в. д.                                      | Адрес: 94500, г. Красный Луч, пер. Октябрьский |             |
| 56 | Свято-Успенский храм                                | 1912 г.48°09′13″ с. ш. 38°51′22″ в. д.                                      | Упразднён в 1930 г., статус юридического лица получен в 1991 г. Адрес: 94530, п. Хрустальное Краснолучского горсовета | Фото        |
| 57 | Свято-Иоанно-Богословский храм                      | 1995 г.48°09′13″ с. ш. 38°50′48″ в. д.                                      | Адрес: 94560, п. Вахрушево Краснолучского горсовета | Фото        |
| 58 | Свято-Николаевский храм                             | Начало XIX в. 1798 г. 94653, с. Красный Кут 48°12′16″ с. ш. 38°47′32″ в. д. | В начале 1798 года помещик Штерич решил построить в Красном Куте церковь во имя святителя Христова Николая. Губернатор Селецкий 24 апреля 1798 года писал преосвященному Гавриилу: «Помещик Бахмутскаго уезда надворный советник и кавалер Штерич, имеет намерение выстроить собственным коштом его церковь во имя святителя Христова Николая». Преосвященный Гавриил резолюцией от 5 мая 1798 года разрешил и благословил в слободе Красном Куте устроить церковь во имя святителя Христова Николая Чудотворца. 15 мая 1798 года из Новороссийской Консистории отправлен в Донецкое духовное Правление указ об этом; 4 июля протоиерей Иаков Васильев освятил место под церковь, положил закладку на сооружение и на месте работ водрузил крест. Упразднён в 1930 г., восстановлен в 1942 г., упразднён в 1962 г., статус юридического лица получен в 1991 г. | Фото        |
| 59 | Свято-Вознесенский                                  |                                                                             | Упразднён в 1930 г., восстановлен в 1942 г., упразднён в 1942 г., разрушен в 1967 г., статус юридического лица получен в 1991 г. Адрес: 94533, г. Миусинск Краснолучского горсовета |             |
| 60 | Свято-Преображенский                                | XIX В                                                                       | Упразднён в 1929 г., восстановлен в 1942 г., статус юридического лица получен в 1991 г. Адрес: 94540, г. Петровское Краснолучского горсовета |             |
| 61 | Свято-Иоанно-Богословский                           |                                                                             | Упразднён в 1930 г., восстановлен в 1942 г., Упразднён в 1961 г.,разрушен в 1982 г., статус юридического лица получен в 1999 г. Адрес: 94548, п. Штеровка Краснолучского горсовета |             |
| 62 | Храм в честь первм. архидиак. Стефана               | 2000 г.                                                                     | Адрес: 94555, с. Грушовое, Шахта-152 Краснолучского горсовета |             |
| 63 | Свято-Арх. Михайловский храм                        | 2007 г.                                                                     | Адрес: 94552, п. Софиевский Краснолучского горсовета |             |
| 64 | Свято-Казанский                                     | 1991 г.                                                                     | Адрес: 94620 п. Щетово г. Антрацита |             |
| 65 | Храм в честь Рождества Пресвятой Богородицы         |                                                                             | Упразднён в 1930 г., восстановлен в 1942 г., статус юридического лица получен в 1999 г. Адрес: 94660, с. Красная Поляна г. Антрацита |             |
| 66 | Храм в честь иконы Божией Матери «Утоли моя печали» | 2007 г.                                                                     | Адрес: с. Верхний Нагольчик г. Антрацита |             |
| 67 | Свято-Троицкий храм                                 |                                                                             | Адрес: 94686, с. Нижний Нагольчик г. Антрацита |             |

### Краснодонский благочиннический округ([39])[39]
| №  | Название объекта                            | Время основания и расположение          | Описание и информация | Изображение |
| -- | ------------------------------------------- | --------------------------------------- | --- | ----------- |
| 68 | Свято-Благовещенский храм                   | 1998 г.                                 | Адрес: 94400 г. Краснодон ул. П.Котова, 28 |             |
| 69 | Свято-Кирилло-Мефодиевский храм             | XIX В                                   | Упразднён в 1930 г., восстановлен в 1969 г. Адрес: 94400, г. Краснодон ул. Промышленная, 9 |             |
| 70 | Свято-Владимирский храм                     | 48°18′44″ с. ш. 39°34′26″ в. д.         | Адрес: 944430, п. Краснодон г. Краснодон, ул. Елисеенко,14-а | Фото        |
| 71 | Свято-Троицкий храм                         | 1911 г.                                 | Упразднён в 1930 г., восстановлен в 1942 г., статус юридического лица получен в 1999 г. Адрес: 94482, с. Новоалександровка г. Краснодон |             |
| 72 | Храм в честь Рождества Христового           | 1991 г.48°20′25″ с. ш. 39°38′56″ в. д.  | Адрес: 94415, г. Молодогвардейск г. Краснодон | Фото        |
| 73 | Свято-Сергиевский храм                      | 1995 г.48°17′29″ с. ш. 39°53′37″ в. д.  | Адрес: 94443, п. Изварино г. Краснодон, пер. Школьный | Фото        |
| 74 | Храм-часовня свт. Николая                   | 2000 г.                                 | Адрес: 94400, г. Краснодон, кв Лесной | Фото        |
| 75 | Храм в честь Иверской иконы Божией Матери   | 2001 г.                                 | Адрес: 94476, с. Таловое г. Краснодон, ул. Советская, 85 |             |
| 76 | Свято-Ильинский храм                        | 1998 г.                                 | Адрес: пгт. Урало-Кавказ, г. Краснодон, пер. Горный, 1-А |             |
| 77 | Храм в честь блаж. Ксении Петербургской     | 48°20′54″ с. ш. 39°43′12″ в. д.         | Адрес: 94420 г. Суходольск, г. Краснодона, ул Шоссейная 18-б | Фото        |
| 78 | Часовня в честь святителя Николая           | 1995 г.48°20′40″ с. ш. 39°42′05″ в. д.  | Адрес: 94421 г. Суходольск, г. Краснодона, при исправ. колонии № 36 |             |
| 79 | Свято-Покровский храм                       | 1899 г.48°29′50″ с. ш. 39°29′31″ в. д.  | По первичному проекту церковь должна быть кораблеподобной формы, но с 1897 по 1899 годы в основном на пожертвования прихожан был построен крестообразной формы храм: престол — к востоку, двери — на запад. Храм просуществовал почти сто лет, его посещали не только жители Новосветловки, но и жители окружающих сёл. Упразднён в 1935 г., восстановлен в 1942 г., упразднён в 1960 г., восстановлен в 1990 г., памятник архитектуры Адрес: 94455, п. Новосветловка г. Краснодона | Фото        |
| 80 | Свято-Георгиевский храм                     | 1993 г.                                 | Адрес: 94457, с. Хрящеватое ул. Центральная, 14б |             |
| 81 | Свято-Троицкий храм                         | 1916 г.48°30′23″ с. ш. 39°49′05″ в. д.  | Упразднён в 1935 г., восстановлен в 1942 г., упразднён в 1959 г., восстановлен в 1991 г. Адрес: 94460, с. Давыдо-Никольское ул. Садовая | Фото        |
| 82 | Храм в честь Архистратига Божия Михаила     | 1784 г.48°34′49″ с. ш. 39°43′09″ в. д.  | 3 сентября 1775 года помещик, полковник и депутат слободы Макаров Яр (Бахмутского уезда) Аврам Гаврилович Рашкович с подданными его попросил преосвященного Тихона Воронежского принять его в свою епархию и дозволить ему устроить в слободе деревянную церковь в честь живоначальныя Троицы. Воронежская духовная консистория направила Рашковича к преосвященному Белгородской епархии, и в июле 1783 года полковник Рашкович просил о постройке церкви в Макаровом Яре уже преосвященного Никифора, архиепископа Славенскаго и Херсонскаго. 6 мая 1784 года была выдана святительская, храмозданная благословительная грамота на закладку и сооружение церкви; 16 июля Бахмутский протоиерей Петр Расевский освятил место под церковь и положил закладку на её сооружение. Упразднён в 1935 г., восстановлен в 1942 г., упразднён в 1959 г., восстановлен в 1991 г. Адрес: 94450, с. Пархоменко г. Краснодона | Фото        |
| 83 | Храм в честь иконы Божией Матери «Умиление» | 1990 г.                                 | Адрес: 94425, пгт. Северный г. Краснодона, ул. Ленина, 1А |             |
| 84 | Свято-Пантелеимоновский храм                | 1998 г. 48°19′35″ с. ш. 39°32′03″ в. д. | Адрес: 94473, с. Семейкино ул. Центральная, 1 | Фото        |

### Лутугинский благочиннический округ([41])[41]
| №  | Название объекта                                 | Время основания и расположение                                              | Описание и информация | Изображение          |
| -- | ------------------------------------------------ | --------------------------------------------------------------------------- | --- | -------------------- |
| 85 | Собор Трёх Святителей                            | 1995 г. 92000, г. Лутугино, ул. Ленина, 206 48°24′22″ с. ш. 39°12′59″ в. д. | Местом для будущего собора послужило ветхое строение, находящееся на балансе бывшей геолого-разведывательной экспедиции, без газа и воды, но уже в 2001 году был разработан план реставрации и преобразован фасад здания, потом колокольня, которая поднималась на высоту в 40 метров. В 2001 году была открыта воскресная школа, которая к 2016 году насчитывает 8 преподавателей. | Фото                 |
| 86 | Храм Святых мучеников Адриана и Наталии          | 1999 г. 48°31′46″ с. ш. 39°06′44″ в. д.                                     | Местом для будущего храма была старая котельная, где в 2002 году начали своими силами возводить здание храма. На территории храма есть административное здание, где расположены кухня, трапезная и гостиница для приезжих. Реликвии храма: образ Казанской Божией Матери, замироточивший в 2003 году в великий день Святой Пасхи; икона, привезённая из Иерусалима, которая содержит в себе частички земли и камня с мест, где ступала нога Иисуса Христа. Адрес: 92010 с. Веселая Тарасовка Лутугинского р-на, ул. Колхозная 4 | Фото                 |
| 87 | Свято-Покровский Храм                            | 1791 г. 48°17′20″ с. ш. 39°12′12″ в. д.                                     | Первые упоминания о Храме в с. Ореховка относятся ещё к 1787 году, здесь было освящено место под церковь и заложен первый камень; в 1791 году строительство Свято-Покровской церкви завершилось. 16 июля 1791 года были выданы благословительная грамота и освящённый антиминс. В 1839 году из-за ветхости старой церкви было сооружено новое деревянное здание. В сентябре 1932 года церковь была закрыта, с неё были сняты колокола. Богослужения возобновились лишь с 1942 года. До 1947 года верующие использовали своё бывшее здание, но оно было изъято властями. Общине было передано под молитвенный дом деревянное здание 1813 года постройки. Богослужения велись до июля 1962 года, после чего в село священники не назначались, а прежний вышел за штат. 30 ноября 1963 года община была снята с регистрации и вновь зарегистрирована в 1997 году. Под храм Ореховским сельским советом было выделено здание бывшей библиотеки. Из церкви с. Успенка местными жителями в церковь Ореховки возвращены многие иконы, ранее принадлежавшие Покровской общине. Адрес: 92040 с. Ореховка Лутугинского р-на | Фото                 |
| 88 | Храм Рождества Пресвятой Богородицы              | 1899 г.                                                                     | Строительство храма окончено 10 октября 1899 года. В сентябре 1935 года церковь была закрыта, а здание её передано под киноклуб. Вскоре церковное здание было полностью разрушено. Верующие возродили приход в июле 1942 года и заняли под молитвенный дом здание церковной сторожки. Официально община зарегистрирована в ноябре 1944 года. В декабре 1946 года верующими было куплено домостроение по ул. Крупская и приспособлено под молитвенный дом. В декабре 1960 года молитвенный дом был закрыт и вскоре приспособлен под детский сад. Возродилась община в апреле 1994 года. Ей было передано прежнее домостроение, сейчас открыта и воскресная школа. Адрес: 92023 с. Георгиевка Лутугинского р-на | Фото Фото колокольня |
| 89 | Храм Святой равноапостольной княгини Ольги       | 1995 г.                                                                     | До 1995 года в селе не было православных религиозных учреждений. Общине было передано в аренду здание, ранее принадлежавшее магазину Лутугинского райпо. Адрес: 92013 с. Роскошное Лутугинского р-на. | Фото                 |
| 90 | Свято-Благовещенский храм                        | 1995 г. 48°23′41″ с. ш. 39°23′02″ в. д.                                     | Община в селе была зарегистрирована в июле 1995 года, и затем, в течение трёх лет, богослужения проводились в доме жительницы с. Переможное М. К. Матычак. Весной 1998 года было освящено место и заложен первый камень в основание Храма Адрес: 92028 с. Переможное Лутугинского р-на. | Фото                 |
| 91 | Храм святых равноапостольных Константина и Елены | 1992 г.                                                                     | Как временное помещение для проведения богослужений было обустроено здание бывшей столовой, переоборудована комната под храм в честь преподобного Серафима Саровского. Здесь службы проводились по апрель 2013 года. В 2006 году решением Белореченского поселкового совета был выделен участок земли под строительство нового храма. 10 октября 2007 года освящено место и заложен первый камень в основание строящегося храма. В апреле 2013 года была завершена работа по реконструкции иконостаса и 5 мая 2013 года, в день праздника Пасхи, в новом храме была отслужена первая литургия. Адрес: 92016, п. Белореченский Лутугинского р-на. | Фото                 |
| 92 | Свято-Покровский Храм                            | 1992 г. 48°29′04″ с. ш. 39°01′02″ в. д.                                     | Первые упоминания о церкви в поселке Белое относятся ещё к 1768 году — тогда старанием и попечением помещика, статского советника Петра Штерича здесь был возведен храм, перестроенный его вдовой Софьей Штерич в 1858 году. В 1930-е годы здание церкви было полностью разрушено. С 1993 года богослужения в Белом велись в небольшом помещении — жилом флигеле одной из жительниц поселка, чуть позже — в здании бывшего поселкового клуба. В 1996 году житель Белого Николай Громыко пожертвовал для церковных нужд свой недостроенный дом по ул. Николаева, 56. Сегодня здесь и находится Храм. Действует также воскресная школа. Адрес: с. Белое Лутугинского р-на. | Фото                 |
| 93 | Свято-Успенский Храм                             | 2003 г.                                                                     | Храм представляет собой небольшое частное домостроение, приспособленное для ведения богослужений. Есть крестильня, трапезная и Воскресная школа. Адрес: с. Белое Лутугинского р-на. | Фото                 |
| 94 | Свято-Успенский Храм                             | вторая половина VIII В.                                                     | Во второй половине XVIII в. в слободе Ольховой была возведена деревянная Успенская церковь, которая и дала новое название слободе. В 1809 году, за ветхостью старой церкви, был построен Воскресенский собор. К концу 1930-х годов община прекратила свое существование, храм был разрушен. Возродилась община в году оккупации, в 1942 году. Богослужения велись в здании бывшей церковной сторожки. Но решением Ворошиловградского облисполкома от 7 сентября 1949 года здание было изъято. В 1960 году было куплено и освящено новое здание молитвенного дома по адресу ул. Красных партизан, 49. С 2002 года богослужения ведутся в переоборудованном здании поликлиники. Адрес: 92600 п. Успенка Лутугинского р-на. | Фото                 |
| 95 | Свято-Александро-Невский Храм                    | 1885 г 48°24′10″ с. ш. 38°59′39″ в. д.                                      | Церковь начала строиться в 1880 году на средства местного землевладельца Сергея Михайловича Тихановича и прихожан. Закончена строительством и освящена 12 сентября 1885 года. Община существовала до 1938 года, после чего храм был передан сельсовету и использовался как клуб. Во время оккупации села, в 1942 году, начались богослужения — сначала в доме священника, а затем в храме. Община была зарегистрирована 29 октября 1945 года, и прихожанам возвращено здание храма. Храм является архитектурным памятником Адрес: 92018 п. Иллирия Лутугинского р-на. | Фото                 |
| 96 | Храм преподобного Александра Свирского           | 1858 г.                                                                     | Церковь в с. Каменка впервые соорудили в 1858 году чаянием помещика А. Сомова. 14 февраля 1930 года комиссия произвела закрытие церкви, а здание передала под клуб. Православная община в Каменке возродилась в 1942 году, официально зарегистрирована в ноябре 1944 года. Из-за отсутствия постоянного священника община была снята с регистрации в декабре 1960 года. 6 сентября 1967 г. церковь была снесена. Вновь община зарегистрирована 25 сентября 2002 года, ей выделено здание бывшего детского сада, в настоящий момент (2016 год) имеется фундамент для строительства нового храма. Адрес: 92032 с. Каменка Лутугинского р-на. | Фото                 |

### Новоайдарский благочиннический округ([54])[54]
| №   | Название объекта              | Время основания и расположение          | Описание и информация | Изображение |
| --- | ----------------------------- | --------------------------------------- | --- | ----------- |
| 97  | Архистратиго-Михайловский     | 1719 г. 48°58′09″ с. ш. 38°59′46″ в. д. | Упразднён и разрушен в 1936 г., восстановлен в 1942 г., новое здание в 1950 г., статус юридического лица получен в 1991 г. Адрес: 93500, пгт. Новоайдар ул. Пролетарская,48                                                              |             |
| 98  | Свято-Рождество-Богородичный  | 1928 г. 48°56′25″ с. ш. 38°42′25″ в. д. | Упразднён в 1931 г., восстановлен в 1991 г. Адрес: 93532, п. Смоляниново Новоайдарского р-на, ул. Песчаная, 68-б | Фото        |
| 99  | Свято-Успенский               | 48°51′49″ с. ш. 38°53′55″ в. д.         | Упразднён и разрушен в 1930 г., восстановлен в 1942 г., упразднён в 1949 г., восстановлен в 1950 г., Упразднён в 1961 г., статус юридического лица получен в 1991 г. Адрес: 93533, с. Гречишкино Новоайдарского р-на ул. Истрашкина 13-а | Фото        |
| 100 | Ахтырской иконы Божией Матери |                                         | Упразднён в 1935 г., восстановлен 2003 г. Адрес: 93530. с. Новоахтырка Новоайдарского р-на |             |
| 101 | Свято-Петро-Павловский        |                                         | Упразднён в 1931 г., восстановлен в 1942 г., упразднён в 1959 г., статус юридического лица получен в 1998 г. Адрес: 93511, с. Денежниково ул. Школьная, 11-а Новоайдарского р-на                                                         |             |
| 102 | Свято-Духовский               |                                         | Адрес: 93541, с. Бахмутовка Новоайдарского р-на ул. Колхозная, 52 |             |
| 103 | Свято-Николаевский            |                                         | Упразднён в 1935 г., восстановлен в 1942 г., упразднён, разрушен в 1961 г., статус юридического лица получен в 1995 г. Адрес: 93543, п. Райгородка Новоайдарского р-на ул. Кравцова, 14                                                  |             |
| 104 | Димитрия Ростовского          | 1766 г. 48°55′22″ с. ш. 39°08′51″ в. д. | Упразднён в 1930 г., восстановлен 2003 г. Адрес: 93540, с. Дмитриевка Новоайдарского р-на | Фото        |
| 105 | Свято-Успенский               |                                         | Упразднён в 1930 г., восстановлен 2002 г. Адрес: 93522, с. Алексеевка Новоайдарского р-на, ул. Калинина, 26-а |             |
| 106 | Свято-Казанский               |                                         | Упразднён в 1930 г., восстановлен в 1997 г. Адрес: с. Безгиново Новоайдарского р-на |             |
| 107 | Свято-Рождество-Богородичный  |                                         | Упразднён, разрушен в 1930 г., восстановлен в 1946 г., упразднён в 1974 г., восстановлен 2001 г. Адрес: 93510, с. Штормово Новоайдарского р-на ул. Ворошилова, 2                                                                         |             |
| 108 | Свято-Рождество-Богородичный  | 1997 г.                                 | Адрес: 93510, с. Штормово-Переможное Новоайдарского р-на ул. Центральная, 24 |             |

### Ровеньковский благочиннический округ([55])[55]
| №   | Название объекта                                      | Время основания и расположение           | Описание и информация | Изображение |
| --- | ----------------------------------------------------- | ---------------------------------------- | --- | ----------- |
| 109 | Собор Рождества Пресвятой Богородицы                  | 1991 г. 48°04′21″ с. ш. 39°24′29″ в. д.  | Собор был заложен в 1991 году, а освящён 10 марта 2002 года. Нижний храм собора имеет придел святителя Григория Богослова, освящённый в день Похвалы Богородицы 31 марта 2001 года. Рядом с собором на втором этаже административного здания находится храм святых жён-мироносиц, в котором и совершались богослужения во время строительства собора. Адрес: г. Ровеньки, кв. Гагарина, 25 | Фото        |
| 110 | Свято-Николаевский храм                               | XVIII В. 48°04′21″ с. ш. 39°24′29″ в. д. | Упразднён и разрушен в 1930 г., восстановлен в 1942 г., разрушен в 1947 г., восстановлен в 1948 г., статус юридического лица получен в 1991 г. Адрес: 94700, г. Ровеньки, ул. К.Маркса 199 | Фото1 Фото2 |
| 111 | Храм в честь иконы Божией Матери «Призри на смирение» | 2003 г. 48°04′28″ с. ш. 39°21′02″ в. д.  | По благословению тогдашнего правящего архиерея Луганской епархии, архиепископа Иоанникия (Кобзева), было решено преобразовать пришедшее почти в полную негодность здание городского народного суда в храм Божий. Это было началом прихода. Первая литургия была отслужена 2 января 2003 года, в 2004 году в город прибыла чудотворная икона Божией Матери «Призри на смирение», в 2011 году появилась колокольня. Адрес: г. Ровеньки, мкр. Черниговский, ул. Чехова, 20. | Фото        |
| 112 | Храм-часовня святых Богоотец Иоакима и Анны           | 2005 г. 48°05′10″ с. ш. 39°22′03″ в. д.  | Адрес: г. Ровеньки, ул. Капанелли 3 | Фото        |
| 113 | Свято-Духовский храм                                  | 1797 г. 48°12′29″ с. ш. 39°16′58″ в. д.  | Нынешний Свято-Духов храм в селе Ребриково — преемник закрытого Троицкого храма, история которого берет начало со времен правления Екатерины Великой. Упразднён в 1933 г., восстановлен в 1942 г., разрушен в 1962 г., восстановлен в 1990 г. Адрес: 94665, п. Ребриково | Фото        |
| 114 | Свято-Успенский храм                                  | 1788 г. 48°00′05″ с. ш. 39°28′35″ в. д.  | Самый древний деревянный храм левобережья Украины. Нагольно-Луковкину слободу (ныне Нагольно-Тарасовка) в 1775 году основал военный (бригадир) Амвросий Гаврилович Луковкин. Одним из первых построенных в слободе зданий стала часовня в честь праздника Успения Пресвятой Богородицы. 23 декабря 1929 года храм закрыли и переоборудовали под школу. Впоследствии здесь был устроен клуб. В 1942 году церковь вновь открылась. С 16 августа 1961 по 1963 год церковь не функционировала из-за отсутствия священника. В 1963 году «по ходатайству трудящихся» религиозная община села Нагольно-Тарасовка была снята с регистрации, а храм окончательно закрыт. 30 марта 1992 года поселковый совет народных депутатов принял решение — вернуть здание церкви верующим поселка Нагольно-Тарасовка. Адрес: 94792, с. Нагольно-Тарасовка | Фото        |
| 115 | Храм в честь Бориса и Глеба                           | 1999 г. 48°08′14″ с. ш. 39°15′10″ в. д.  | Адрес: 94784, г. Ровеньки, пгт. Пролетарский | Фото        |
| 116 | Храм в честь Архистратига Божия Михаила               | 1989 г.                                  | Адрес: 94780, п. Ясеновский, ул Трудовая 9 |             |
| 117 | Храм в честь прав. Иоанна Русского                    | 1997 г.                                  | Адрес: 94780, п. Дзержинский, ул Индустриальная |             |
| 118 | Свято-Кресто-Воздвиженский храм                       | 1998 г. 48°03′23″ с. ш. 39°19′15″ в. д.  | Построен в XX веке из дерева. Адрес: 94700, п. Алмазный, г. Ровеньки, ул. Новосёлов | Фото        |
| 119 | Свято-Георгиевский храм                               | 1997 г.                                  | Адрес: 94790, п. Михайловка, ул. Горького 8 |             |
| 120 | Свято-Серафимовский храм                              | 2001 г.                                  | Адрес: 94682, с. Рафаиловка, пер. Подлесный 36-а |             |
| 121 | Свято-Иоанно-Богословский храм                        | 2005 г.                                  | Адрес: 94783, п. Кленовый, ул. Трудовая 9 |             |
| 122 | Свято-Казанский храм-часовня                          | 2005 г.                                  | Адрес: 94785, с Б.Каменка г. Ровеньки |             |

### Свердловский (Должанский) благочиннический округ([61])[61]
| №   | Название объекта                                                                                | Время основания и расположение               | Описание и информация | Изображение         |
| --- | ----------------------------------------------------------------------------------------------- | -------------------------------------------- | --- | ------------------- |
| 123 | Свято-Николо-Владимирский собор, храм великомученицы Варвары                                    | конец XIX в. 48°02′51″ с. ш. 39°39′18″ в. д. | В конце XIX в. на привокзальной площади ст. Должанская была построена деревянная Николаевская церковь, просуществовавшая до середины 1930-х годов. Возродилась община в 1942 году; в январе 1943 г. немецкими властями здание молитвенного дома изъято и использовалось под госпиталь. Официально община зарегистрирована в 1944 году. Здание старой церкви было разрушено, община заняла ветхое здание лавки торговца Теплинского. В 1950-е годы здание молитвенного дома у общины было изъято, и верующие вынуждены были купить другое здание, по адресу: пер. Подлесный, 2. В 1960-е годы Никольский храм на ст. Должанской стал единственным действующим храмом Свердловского района. В 1988 году вокруг старого молитвенного дома началось сооружение новых стен и строительство завершилось в 1998 году. В 1996 году были организованы Свято-Владимирские пастырские курсы, которые в 1997 году были преобразованы в Свято-Владимирское пастырское училище, в том же году открылась воскресная школа. С июня 2002 года организован выпуск газеты «Слово православное» На территории собора возведен храм великомученицы Варвары Адрес: 94800, г. Свердловск пер. Подлесный, 2 | Фото                |
| 124 | Храм в честь Почаевской иконы Божией Матери                                                     | 1995 г. 48°04′59″ с. ш. 39°39′37″ в. д.      | 4 июня 1995 года в городе Свердловске Луганской области епархией была зарегистрирована община верующих, которые обосновались в бывшем здании клуба ремонтно-механического завода, расположенного в районе посёлка шахты № 14-17. С 1996 года службы ведутся в большом помещении здания, имеющего площадь около 200 кв.м. Храм оснащен инвентарём и церковной утварью, в нём оборудованы алтарь, клирос, сооружён иконостас, имеются помещения для крещения, кухня, трапезная, складское помещение Адрес: г. Свердловск ул. Орджоникидзе | Фото                |
| 125 | Храм в честь прмц. кн. Елисаветы, храм во имя Царственных Мучеников                             | 1997 г. 48°04′50″ с. ш. 39°41′23″ в. д.      | Церковь во имя святой преподобномученицы Елизаветы была построена в 1970-80 годах, а позднее рядом был построен более вместительный храм во имя Царственных Мучеников. Адрес: 94800, г. Свердловск, ул Гагарина, 96 | Фото Фото2          |
| 126 | Свято-Введенский храм                                                                           | 2001 г. 48°05′38″ с. ш. 39°38′37″ в. д.      | 4 декабря 2000 года в недостроенном жилом доме был отслужен первый молебен в акафистом. В 2004 году выполнен проект реконструкции здания храма. Адрес: 94802, г. Свердловск ул. Хрящевка,102а | Фото                |
| 127 | Храм в честь преподобного Агапита Киево-Печерского                                              | Строится, 48°04′21″ с. ш. 39°38′52″ в. д.    | Адрес: Свердловск, ул. 40 лет ВЛКСМ | Фото                |
| 128 | Архистратиго-Михайловский                                                                       | 1991 г. 48°04′30″ с. ш. 39°47′36″ в. д.      | Адрес: Червонопартизанск, пл. Победы, 8 | Фото                |
| 129 | Храм иконы Божией Матери Целительница                                                           | 2004 г.                                      | Адрес: Червонопартизанск, пос. шахты-63 | Фото                |
| 130 | Свято-Пантелеимоновский храм, монастырь, Храм в честь иконы Божией Матери «Живоносный Источник» | 1980 г 48°07′50″ с. ш. 39°32′45″ в. д.       | Церковь построена в 1893 году на средства вдовы хорунжего Агафии Пшеничной и по усердию прихожан поселка Павловского. 23 декабря 1929 года Президиум Луганского окружного исполкома постановил закрыть церковь. Община возродилась в 1942 году и просуществовала до февраля 1969 года, когда церковь была закрыта и использовалась под склад шахтного оборудования. Вновь община зарегистрирована 30 января 1989 года. Адрес: 94820, п. Павловка ул. Шевченко, 54-а | Фото                |
| 131 | Свято-Покровский храм                                                                           | 48°10′18″ с. ш. 39°30′52″ в. д.              | Упразднён в 1930 г., восстановлен в 1942 г., упразднён в 1959 г., восстановлен в 1994 г. Адрес: 94850, п. Медвежанка Свердловского р-на; ул. Гребенюка | Фото                |
| 132 | Свято-Митрофановский                                                                            | 1870 г47°57′16″ с. ш. 39°44′10″ в. д.        | Упразднён в 1930 г., восстановлен в 1942 г., упразднён в 1961 г., восстановлен в 1990 г. Адрес: 94863, п. Бирюково Свердловского р-на; ул. Советская, 7 | Фото                |
| 133 | Храм Всех Святых                                                                                | 1997 г. 48°03′48″ с. ш. 39°33′14″ в. д.      | Под церковь силами прихожан было переоборудовано здание бывшей столовой ремонтно-механического завода. Освящение храма состоялось 4 декабря 1997 года на праздник Введения во храм Пресвятой Богородицы. Со временем приход перебрался во вновь отстроенный деревянный храм Адрес: 4853, п. Шахтёрский ул. Трушина, 1 Свердловского р-на | Первое здание Новое |
| 134 | Свято-Казанский храм                                                                            | 2001 г. 48°04′27″ с. ш. 39°33′24″ в. д.      | Храм основан в 2000 году по просьбе верующих поселка Шахты 9 (пос. Ленинский). Для церкви было выделено помещение бывшего магазина. Первая служба состоялась 4 ноября 2000 г. в день празднования Казанской иконы Божьей Матери. С 4 ноября 2006 года службы ведутся в здании бывшего детского сада. Адрес: 94824, пгт. Ленинский Ул. Пушкина, 12 Свердловского р-на | Фото                |
| 135 | Храм в честь иконы Божией Матери «Иверская»                                                     | 2001 г.                                      | Адрес: 94840, пгт. Калининский ул. Совхозная, 2 Свердловского р-на |                     |
| 136 | Храм Сергия Радонежского                                                                        | 1996 г.                                      | Адрес: 94824, п. Комсомольский (с Дубовое), Свердловского р-на |                     |
| 137 | Свято-Николаевский храм                                                                         | 1994 г. 48°08′59″ с. ш. 39°49′49″ в. д.      | Адрес: 94851, с. Провалье, Свердловского р-на | Фото                |
| 138 | Свято-Покровский храм                                                                           | 1847 г. 47°51′38″ с. ш. 39°37′16″ в. д.      | Упразднён в 1930 г., восстановлен в 1942 г., упразднён в 1960 г., восстановлен в 1990 г. Адрес: 94867, с Астахово, Свердловского р-на | Фото                |
| 139 | Архистратиго-Михайловский                                                                       |                                              | Упразднён в 1936 г., восстановлен в 1942 г., упразднён, разрушен в 1960 г., восстановлен в 1991 г. Адрес: 94868, с Карпово-Крепенское, Свердловского р-на |                     |
| 140 | Свято-Покровский храм                                                                           | 1847 г. 47°58′43″ с. ш. 39°25′39″ в. д.      | Упразднён в 1930 г., восстановлен в 1942 г., разрушен в 1960 г., восстановлен в 1997 г. Адрес: 94861, с Дарьевка, Свердловского р-на | Фото                |
| 141 | Храм Космы и Дамиана                                                                            | 1998 г.                                      | Адрес: 94870, Свердловский р-н., с. Новоборовицы, ул. Шевченко, 48 | Фото                |
| 142 | Свято-Сретенский храм                                                                           |                                              | Адрес: 94786, п. Новодарьевка г. Ровеньки ул. Транспортная, 21 |                     |

### Стахановский благочиннический округ([69])[69]
| №   | Название объекта | Время основания и расположение          | Описание и информация | Изображение |
| --- | --- | --------------------------------------- | --- | ----------- |
| 143 | Свято-Николаевский собор | XIX в. 48°34′27″ с. ш. 38°40′53″ в. д.  | Основан в 1870 году по проекту архитектора Петра Николаевича Савельева в тогдашнем селении Николаевка, памятник архитектуры. По другим данным, в 1870 году известно о существовании лишь деревянной церкви, а с 1903 года уже начинает действовать каменный храм. При храме имеется: крестильная с примыкающей к ней прачечной, двухэтажное здание с жилыми комнатами, кухней и трапезной, просфорной и учебным классом для детской воскресной школы, помещение с гостиничной и библиотечной комнатами, иконная лавка, сторожка, котельная с мастерской и складскими помещениями, церковное кладбище, водосвятная часовня. Упразднён в 1924 г., восстановлен в 1942 г., Упразднён в 1961 г., восстановлен в 1989 г. Адрес: 94010, г. Стаханов, ул. Дундича 1 | Фото        |
| 144 | Свято-Георгиевский храм | 1994 г. 48°33′42″ с. ш. 38°37′43″ в. д. | Адрес: 94007, г. Стаханов, ул. 2-я Пригородная 21 |             |
| 145 | Часовня в честь иконы Божией Матери «Всецарица»                                                                                    | 2007 г. 48°32′18″ с. ш. 38°36′15″ в. д. | Адрес: г. Стаханов, район центрального въезда вагоностроительного завода | Фото        |
| 146 | Свято-Пантелеимоновский храм | 2001 г.                                 | Адрес: 94000, г. Стаханов, пер. Лесной 16-б (на территории 1 горбольницы) |             |
| 147 | Свято-Николаевский храм, Казанской иконы Божией Матери храм-часовня                                                                | XIX в. 48°38′00″ с. ш. 38°38′15″ в. д.  | Упразднён в 1924 г., восстановлен в 1942 г., Упразднён в 1961 г., восстановлен в 1989 г. Адрес: 93800, г. Кировск, ул. Шевченко,4 | Фото        |
| 148 | Архистратиго-Михайловский храм | 1999 г. 48°25′36″ с. ш. 38°52′19″ в. д. | Адрес: п. Бугаевка, г. Стаханова, ул. К.Маркса 12 а | Фото        |
| 149 | Свято-Духовский храм | 1991 г.                                 | Адрес: 94000, г. Ирмино (Теплогорск), ул. Дюканово 3 |             |
| 150 | Храм в честь иконы Божией Матери «Аз есмь с вами и никтоже на вы»                                                                  | 2003 г.                                 | Адрес: п. Максимовка, г. Стаханова |             |
| 151 | Храм в честь иконы Божией Матери «Казанская»                                                                                       | 1924 г. 48°30′52″ с. ш. 38°35′00″ в. д. | Упразднён в 1924 г., восстановлен в 1942 г., Упразднён в 1960 г., статус юридического лица получен в 1991 г. Адрес: 94095, г. Алмазная, г. Стаханова, ул. Терешковой 80 | Фото        |
| 152 | Свято-Николаевский храм | 1992 г. 48°30′54″ с. ш. 38°38′41″ в. д. | Несмотря на молодой возраст храма, у прихода имеется свой сайт и воскресная школа. Адрес: 94105, г. Брянка (Завадск), ул. Котовского 24 | Фото        |
| 153 | Храм свв. Иоакима и Анны | 1787 г. 48°29′33″ с. ш. 38°41′43″ в. д. | Упразднён в 1924 г., восстановлен в 1942 г., статус юридического лица получен в 1991 г. Адрес: 94103, г. Брянка, ул. Крылова 14 | Фото        |
| 154 | Храм в честь Св. Апостола и Евангелиста Луки                                                                                       | 2008 г.                                 | Адрес: 94104, г. Брянка, ул. Днепровская 14 |             |
| 155 | Свято-Николаевский храм | 1955 48°37′31″ с. ш. 38°33′05″ в. д.    | Упразднён в 1923 г., восстановлен в 1942 г., новый храм 1955 г. Адрес: 93200, г. Первомайск, ул. Кутузова 6 |             |
| 156 | Свято-Петро-Павловский храм | 1993 г.48°37′39″ с. ш. 38°31′28″ в. д.  | Адрес: 93200, г. Первомайск, ул. Кооперативная 2-а | Фото        |
| 157 | Свято-Николаевский храм | XIX в.                                  | Упразднён в 1923 г., восстановлен в 1942 г., статус юридического лица получен в 1991 г. Адрес: 93294, г. Золотое, ул. Базарная 17 | Фото        |
| 158 | Свято-Покровский храм |                                         | Упразднён в 1930 г., восстановлен в 1942 г., Упразднён в 1962 г., разрушен в 1980 г., восстановлен 2000 г. Адрес: 94193, пгт. Юж. Ломоватка, г. Брянки, ул. Ульяновых 23 |             |
| 159 | Часовня Всех Святых | 2003 г.48°27′07″ с. ш. 38°34′01″ в. д.  | Адрес: 94193, ст. Ломоватка |             |
| 160 | Часовня Святых Царственных мучеников                                                                                               | 2007 г.                                 | Адрес: п. Краснополье, (при ИК № 12) |             |
| 161 | Храм в честь иконы Божией Матери «Владимирская»                                                                                    | 2007 г.                                 | Адрес: с Березовское |             |
| 162 | Свято-Успенский храм, Свято-Пантелеимоновская молитвенная комната                                                                  | 1797 г.48°45′51″ с. ш. 38°30′52″ в. д.  | Изначально был каменным, достраивался и реставрировался, но не разрушался. Первоначальная роспись храма не сохранилась. При храме есть трапезная, к нему относится также молитвенная комната при гор. больнице Упразднён в 1930 г., восстановлен в 1942 г., статус юридического лица получен в 1991 г.10] Адрес: 93292, г. Горское | Фото        |
| 163 | Свято-Петро-Павловский храм |                                         | Упразднён в 1923 г., восстановлен в 1942 г.,разрушен в 1961г, статус юридического лица получен в 1991 г.10] Адрес: 93290, пгт. Нижнее, г. Первомайска |             |
| 164 | Свято-Николаевский храм,Часовни: в честь иконы Божией Матери «Призри на смирение», Св. Серафима Саровского Свято-Пантелеимоновская | 1997 г.48°46′35″ с. ш. 38°34′30″ в. д.  | Адрес: 93280, пгт. Тошковка, г. Первомайска | Фото        |
| 165 | Свято-Тихвинский храм | 2005 г.                                 | Адрес: 93890, п. Донецкое, г. Кировска |             |
| 166 | Свято-Введенский храм | 2006 г.                                 | Адрес: п. Новая Тошковка (Новотошковское), г. Кировска |             |

### Станично-Луганский благочиннический округ([72])[72]
| №   | Название объекта                              | Время основания и расположение          | Описание и информация | Изображение                           |
| --- | --------------------------------------------- | --------------------------------------- | --- | ------------------------------------- |
| 167 | Свято-Николаевский                            | 1695 г. 48°39′15″ с. ш. 39°30′00″ в. д. | В конце XVII в., по устным преданиям старожилов, около озера Станичного находился родник, который наполнял чистой водой криницу. Казаки посчитали данное место благодатным, и возвели здесь часовню с расположенной в центре иконой Параскевы-пятницы. Новый деревянный храм во имя Св. Николая Чудотворца осветили 9 марта 1695 г. На станичном сходе 24 марта 1754 года было принято решение о строительстве нового, каменного, храма в то же наименование. Началом возведения каменного храма принято считать 1773 год. Богослужения в церкви велись до сентября 1935 года, после чего она была закрыта и вскоре разрушена. Православная община возродилась в 1942 году, а с 1947 года богослужения велись в перестроенном деревянном, крытом черепицей молитвенном доме.3 января 1967 года Луганский облисполком принимает решение о сносе молитвенного дома в пос. Станица Луганская и строительстве на его месте кинотеатра. С 1967 года богослужения велись в молитвенном доме по ул. Лесной. Решением Станично-Луганского исполкома от 17 июля 1990 года общине Николаевской церкви был выделен земельный участок под строительство храма. Первое богослужение было проведено на престольный день 22 мая 1999 года Адрес: 93600, пгт. Ст. Луганская, ул. 5-я Линия, 15а | Фото                                  |
| 168 | Свято-Успенский                               | 1914 г.                                 | Упразднён в 1930 г., восстановлен в 1942 г., упразднён в 1956 г., восстановлен в 1993 г. Адрес: 93631, с. Верх. Минченок Ст. Луганского р-на ул. Центральная, 44 | Фото                                  |
| 169 | Свято-Троицкий                                | 1812 г.48°57′30″ с. ш. 39°24′43″ в. д.  | Упразднён в 1936 г., восстановлен в 1942 г., упразднён в 1956 г., статус юридического лица получен в 1991 г. Адрес: 93611, с. Б.Черниговка Ст. Луганского р-на ул. Рабочая, 1 | Фото                                  |
| 170 | Свято-Николаевский                            | 1794 г.                                 | Упразднён, разрушен в 1929 г., восстановлен в 1993 г. |                                       |
| 171 | Свято-Иоанно-Богословский                     | 1910 г.48°47′43″ с. ш. 39°21′13″ в. д.  | Решение о строительстве церкви было принято на хуторском сходе 1 октября 1905 года. 10 марта 1906 года разрешение было получено от областного войскового правления. Возведение церкви окончили 12 октября 1909 года. Храм был освящён 25 января 1910 года митякинским благочинным Павлом Лавровым. В январе 1935 года приход был закрыт, здание церкви и церковной сторожки передано райпотребсоюзу. Возродилась община во время оккупации в 1942 году. В 1988 году к тысячелетию Крещения Руси храм был отреставрирован | Фото                                  |
| 172 | Свято-Вознесенский                            | 1892 г.48°43′03″ с. ш. 39°40′19″ в. д.  | Церковь построена в 1892 году тщанием прихожан. Приход был закрыт осенью 1935 года. Здание церкви было передано заготовительной конторе для использования под зернохранилище. Богослужения в церкви возобновились с 1942 года. В 1949 году здание церкви было капитально отремонтировано. 29 марта 1966 года Станично-Луганский райсовет принял решение об изъятии у общины церковного здания, решение сразу же отменили. | Фото                                  |
| 173 | Свято-Серафимовский                           | 1993 г. 48°40′23″ с. ш. 39°33′51″ в. д. | Адрес: 93653, п. Ольховый Ст. Луганского р-на, ул. Толстого, 1-а (вокзальная площадь) | Фото                                  |
| 174 | Свято-Троицкий                                | 48°45′36″ с. ш. 39°43′32″ в. д.         | Богослужения в храме велись до конца 1935 года, после чего община была распущена, а здание церкви изъято и передано под зернохранилище местному колхозу. Община возродилась в 1942 году. До сентября 1946 года службы велись в приспособленном частном доме. 9 сентября 1946 года Станично-Луганский райисполком передал по договору общине бывшее церковное здание. В июле 1961 года здание храма у общины изъято. Община снята с регистрации в ноябре 1962 года, здание храма разрушено, на его месте построен сельский клуб. 5 апреля 1990 года здание клуба безвозмездно передано общине под церковь. Адрес: 93640, с. Герасимовка Ст. Луганского р-на | Фото                                  |
| 175 | Свято-Варваровский                            | 1993 г. 48°49′53″ с. ш. 39°38′13″ в. д. | Адрес: 93624, п. Широкий Ст. Луганского р-на, ул. Ленина, 18 | Фото                                  |
| 176 | Андрея Критского                              | 48°47′48″ с. ш. 39°29′25″ в. д.         | Церковь была закрыта в 1929 году и вскоре разобрана. Община возродилась в 1942 году, верующие заняли бывшую церковную сторожку, в которой в 1930-е годы находился сельский клуб. В 1953 году здание молитвенного дома было изъято как «бывшее общественное здание». Община приобрела и переоборудовала для богослужений частное домостроение 1902 года постройки. С августа 1960 года богослужения не велись. Община снята с регистрации в феврале 1961 года. Здание молитвенного дома впоследствии использовали как детские ясли. Вновь община зарегистрирована 4 сентября 1995 года Адрес: 93643, с. Плотина Ст. Луганского р-на, ул. Первомайская | Фото                                  |
| 177 | Свято-Петро-Павловский                        | 1771 г.                                 | Первый храм во имя Апостолов Петра и Павла освящен здесь в 1767 г. За ветхостью прежней церкви в 1862 году старанием прихожан в слободе построена новая деревянная, однопрестольная, в то же наименование церковь. Богослужения велись в церкви до ноября 1934 года, после чего здание у общины было изъято. Община возродилась в декабре 1942 года. В январе 1949 года общине было разрешено купить крестьянскую избу по адресу: пер. Садовый, 3 и переоборудовать её под молитвенный дом. Богослужения в нём велись до марта 1958 года. В январе 1959 года под предлогом ветхости здания (1910 года постройки) и экономической маломощности община была снята с регистрации. Вновь община зарегистрирована 24 марта 1997 года. Адрес:93613, пгт. Петровка Ст. Луганского р-на, пл. Красный Партизан, 17 | Фото                                  |
| 178 | Чуда Архистратига Михаила                     | 1692 г.48°43′25″ с. ш. 39°11′08″ в. д.  | В 1692 г. выдан был антиминс, освященный Московским патриархом Адрианом, в Старый Айдар, в храм Архистратига Михаила. Поныне цел в Айдарском храме оловянный потир с тремя такими же блюдцами — остаток древности. В1770 г. построен был новый храм Архистратига Михаила, который, зажженный молнией, сгорел в 1785 г. Новый храм освящен в 1799 г. В июне 1812 г. страшный удар грома снова разразился над церковью, и она опять сгорела. С 1814 г. начали строить каменный храм, который освящен был в честь Архистратига Михаила в 1819 г. Приход просуществовал примерно до 1929 года, после чего храм был закрыт. Богослужения возобновились в нём в 1942 году. 9 октября 1972 года Совет по делам религий принял решение о сносе храма, которое, к счастью, не было исполнено. В сентябре 1973 года община была снята с регистрации. В сентябре 1979 года храм взят на учёт как памятник архитектуры. Вновь община зарегистрирована в феврале 1989 года и ей передано здание церкви. Адрес: 93615, п. Старый Айдар Ст. Луганского р-на, ул. Кольцевая, 12 | Фото                                  |
| 179 | Свято-Рождество-Богородичный монастырь и храм | 1881 г.48°51′56″ с. ш. 39°49′07″ в. д.  | В 1881 г. в Красном Деркуле (тогда — посёлке Иларионов-Деркульском) был построен деревянный храм Рождества Пресвятой Богородицы. С конца 1940-х гг. до самой своей кончины в 1982 году его настоятелем был архимандрит Феофан. В 1963—1989 годах Рождество-Богородичная церковь была единственным действующим храмом Станично-Луганского района. В 2009 г. приход преобразован в монастырь. 2 марта 2011 года старинная деревянная церковь сгорела, на её месте строится новый храм Адрес: с. Красный Деркул Ст. Луганского р-на. | Фото до пожара Временное помещение    |
| 180 | Свято-Благовещенский                          | 2001 г.48°54′52″ с. ш. 39°45′17″ в. д.  | Особо чтимое верующими заповедное урочище Киселева балка находится между селами Чугинка и Золотарёвка, в 12 километрах от с. Красный Деркул. 24 июня 2001 года заложен первый камень в фундамент будущего Свято-Благовещенского храма, который находится в урочище. В марте 2006 года храм окончен постройкой. По народным преданиям, о первых исцелениях от недугов в Киселевой балке было известно уже в начале XVIII века. Даже после революции 1917 года, несмотря на господство в стране атеистической идеологии, поток паломников в Киселеву балку не убавился. К 1924 году относятся первые документальные свидетельства о чудесах в Киселевой балке. Паломничество к источникам в Киселевой балке было прекращено в 1930-е годы под угрозой уголовного наказания и больших денежных штрафов. Моления в Киселевой балке возобновили в 1936 году деркульские священники Пётр и Игнат Ярошенко. Особенно усилился поток людей в годы Первой мировой войны. 20 сентября, накануне престольного праздника церкви Рождества Богородицы, сюда приходило до двух тысяч паломников из окрестных сел и Ворошиловграда (ныне Луганска). Адрес: с. Чугинка (Киселева балка) Ст. Луганского р-на                                                                                     | Фото храм Фото купальня Фото источник |
| 181 | Свято-Рождество-Богородичный                  | 1865 г.                                 | Храм возведён на средства прихожан в 1865 году. 23 августа 1906 года Донское войсковое правление разрешает строительство нового храма. Стройка была закончена к сентябрю 1911 года. Освящена церковь была 17 октября 1916 года. Религиозная община в х. Верхне-Тёплом перестала существовать с 12 июня 1923 года. Возродилась община в 1942 году. Под предлогом её маломощности община снята с регистрации в октябре 1963 года. Вновь община зарегистрирована 26 августа 1997 года, ей передано безвозмездно здание бывшей конторы Адрес: 93630, с. Верхнетеплое Ст. Луганского р-на. | Фото                                  |
| 182 | Свято-Покровский                              | 2003 г.                                 | Адрес: 93600, п. Новокондрашевск Ст. Луганского р-на | Фото                                  |
| 183 | Свято-Покровский                              | 1904 г.48°44′17″ с. ш. 39°34′00″ в. д.  | Завершена постройкой к концу 1901 года, освящена 27 января 1904 года. Закрыт храм 10 декабря 1935 года; вскоре он был передан местному колхозу и использовался вначале как клуб, а затем как зернохранилище. Богослужения в храме возобновились с 1942 года. Община снята с регистрации в декабре 1961 года. Храм полностью разрушен. Вновь община зарегистрирована 3 марта 2004 года. В селе старанием прихожан и благодетелей выстроен новый Свято-Покровский храм Адрес: 93641, с. Нижняя Ольховая, ул. Октябрьская, 79; | Фото                                  |